# Список эпизодов телесериала «Я люблю Люси»
Я люблю Люси — это американский телевизионный ситком с Люсиль Болл, Деси Арнасом, Вивиан Вэнс и Уильямом Фроули в главных ролях. Чёрно-белые серии транслировались с 15 октября 1951 года по 5 мая 1957 года на канале «CBS». Все серии выходили в эфир по понедельникам.
Всего было выпущено 180 эпизодов сериала, включая пилотный выпуск. Пилот не был создан для трансляции и не выходил в эфир как часть основного шоу, его не считали одним из эпизодов, относящихся к сериалу. Но он был доступен на «DVD» и «Blu-ray» релизах первого сезона. После того как «Я люблю Люси» был завершён, ещё 13 одночасовых эпизодов были выпущены под названием «Шоу Люсиль Болл-Деси Арнаса» (позже его переименовали в более известное название «Час комедии Люси-Деси») с тем же актёрским составом. Потом он был выпущен на «DVD» как 7, 8 и 9 сезоны «Я люблю Люси».

## Обзор эпизодов
| Сезон | Сезон         | Эпизоды | Оригинальная дата показа | Оригинальная дата показа | Рейтинг Нильсена | Рейтинг Нильсена |
| Сезон | Сезон         | Эпизоды | Премьера сезона          | Финал сезона             | Ранг             | Рейтинг          |
| ----- | ------------- | ------- | ------------------------ | ------------------------ | ---------------- | ---------------- |
|       | 1             | 35      | 15 октября 1951          | 9 июня 1952              | 3                | 50.9             |
|       | 2             | 31      | 15 сентября 1952         | 29 июня 1953             | 1                | 67.3             |
|       | 3             | 31      | 5 октября 1953           | 24 мая 1954              | 1                | 58.8             |
|       | 4             | 30      | 4 октября 1954           | 30 мая 1955              | 1                | 49.3             |
|       | 5             | 26      | 3 октября 1955           | 14 мая 1956              | 2                | 46.1             |
|       | 6             | 27      | 1 октября 1956           | 6 мая 1957               | 1                | 43.7             |
|       | Час комедии-1 | 5       | 6 ноября 1957            | 14 апреля 1958           | н/д              | н/д              |
|       | Час комедии-2 | 5       | 6 октября 1958           | 5 июня 1959              | н/д              | н/д              |
|       | Час комедии-3 | 3       | 25 сентября 1959         | 1 апреля 1960            | н/д              | н/д              |

## Эпизоды

### Пилотный эпизод
Рикки, готовится к выступлению, после которого продюсеры могут предложить ему контракт. Но во время репетиции номера клоун Пипито падает с велосипеда и Рикки предлагает ему отдохнуть. Узнав об этом, Люси решает заменить Пипито, чтобы помочь мужу.
Примечание: Этот пилотный выпуск считался утерянным, пока вдова Пипито Переса не сообщила «CBS», что она обладает единственной копией. Деси Арнас и Люсиль Болл подарили эту копию Пипито Пересу, в знак их благодарности за его выступление, дружбу и его чрезвычайное чувство юмора. Этот эпизод показали на телеканале «CBS» 30 апреля 1990 года, через 39 лет после съёмок.

### Сезон 1 (1951—1952)
| № общий | № в сезоне | Название                                                                              | Режиссёр       | Автор сценария                                 | Дата съёмок      | Дата премьеры   |
| --- | ---------- | ------------------------------------------------------------------------------------- | -------------- | ---------------------------------------------- | ---------------- | --------------- |
| 1 | 1          | «Девушки собираются в ночной клуб» «The Girls Want to Go to the Nightclub»            | Марк Дэниелс   | Джесс Оппенхаймер,Мэдлин Пью,Боб Кэрролл мл.   | 15 сентября 1951 | 15 октября 1951 |
| Рикардо и Мерцы договариваются отпраздновать 18 годовщину свадьбы Мерцев вместе. Девушки хотят пойти в клуб «Копакабана», а мужчины на боксёрский поединок. Старая знакомая помогает девушкам подшутить над мужьями, но мужчины раскусывают их хитрость, и оборачивают всё в свою пользу. |            |                                                                                       |                |                                                |                  |                 |
| 2 | 2          | «Будь другом» «Be a Pal»                                                              | Марк Дэниелс   | Джесс Оппенхаймер, Мэдлин Пью, Боб Кэрролл мл. | 21 сентября 1951 | 22 октября 1951 |
| Люси думает, что Рикки теряет к ней интерес. Этель находит книгу, полную советов о том, как разжечь пламя, и настаивает, чтобы Люси занялась увлечениями Рикки. После неудачных попыток добиться внимания мужа, присоединившись к нему в карточной игре, привязанность Люси становится очень раздражающей. Решив напомнить супругу о его детстве на Кубе, Люси ставит спектакль в образе Кармен Миранды. |            |                                                                                       |                |                                                |                  |                 |
| 3 | 3          | «Диета» «The Diet»                                                                    | Марк Дэниелс   | Джесс Оппенхаймер, Мэдлин Пью, Боб Кэрролл мл. | 28 сентября 1951 | 29 октября 1951 |
| Рикки дает стимул для Люси сесть на диету, обещая ей, что она сможет выступить на его шоу, если уместиться в 12-й размер одежды. Сможет ли Люси устоять, перед искушением поесть? |            |                                                                                       |                |                                                |                  |                 |
| 4 | 4          | «Люси думает что Рикки пытается её убить» «Lucy Thinks Ricky Is Trying to Murder Her» | Марк Дэниелс   | Джесс Оппенхаймер, Мэдлин Пью, Боб Кэрролл мл. | 8 сентября 1951  | 5 ноября 1951   |
| Люси не может оторваться от детективного романа про убийство, который она читает. В нём рассказывается о человеке, который убивает свою жену, чтобы снова жениться. Когда Этель, гадая на картах, предсказывает смерть Люси в будущем, Люси опасается, что Рикки планирует её убить. Особенно после того, как она подслушала, разговор Рикки о „замене“ девушки (имея в виду, на самом деле, одну из артисток в его шоу). |            |                                                                                       |                |                                                |                  |                 |
| 5 | 5          | «Викторина» «The Quiz Show»                                                           | Марк Дэниелс   | Джесс Оппенхаймер, Мэдлин Пью, Боб Кэрролл мл. | 5 октября 1951   | 12 ноября 1951  |
| Отчаявшись сбалансировать свои домашние счета, Люси соглашается на трюк с викториной, чтобы выиграть джек-пот в размере 1000 долларов. Люси предстоит представить незнакомого мужчину Рикки, как своего „первого пропавшего мужа“. Примечание: В этой серии впервые из 11 раз появляется Фрэнк Нельсон, в сериале он трижды появлялся как ведущий шоу Фредди Филлмор. Уильям Фроули не появляется в этом эпизоде. |            |                                                                                       |                |                                                |                  |                 |
| 6 | 6          | «Прослушивание» «The Audition»                                                        | Марк Дэниелс   | Джесс Оппенхаймер, Мэдлин Пью, Боб Кэрролл мл. | 12 октября 1951  | 19 ноября 1951  |
| Рикки пытается держать Люси подальше от клуба, пока там проходит прослушивание для телевидения, но, когда клоун из шоу травмируется, и не может участвовать в прослушивании, Люси появляется вместо него. Примечание: Эпизод является ремейком пилотного выпуска, который считался утерянным до 1990 года. Вивиан Вэнс не появляется в этом эпизоде. |            |                                                                                       |                |                                                |                  |                 |
| 7 | 7          | «Сеанс» «The Séance»                                                                  | Марк Дэниелс   | Джесс Оппенхаймер, Мэдлин Пью, Боб Кэрролл мл. | 19 октября 1951  | 26 ноября 1951  |
| Люси увлекается нумерологией и астрологией. Это увлечение почти разрушает карьеру Рикки, поскольку Люси говорит, важному агенту талантов, мистеру Мерривезеру, что Рикки не может появиться в его шоу из-за гороскопа. Эта проблема решается, когда выяснятся, мистер Мерривезер так же увлекается оккультизмом. Чтобы угодить ему Люси устраивает сеанс, в тот же вечер, с участием „мадам Реи“ (Этель). Но когда Люси решается изображать духа, все сильно запутывается. |            |                                                                                       |                |                                                |                  |                 |
| 8 | 8          | «Мужчины такие грязнули» «Men Are Messy»                                              | Марк Дэниелс   | Джесс Оппенхаймер, Мэдлин Пью, Боб Кэрролл мл. | 25 октября 1951  | 3 декабря 1951  |
| Устав от грязных привычек Рикки, Люси делит квартиру пополам - он может вести себя неряшливо на своей половине, а на её половине поддерживать чистоту. В половину Люси входит парадная дверь и кухня, в то время как Рикки получает ванную и спальню. К сожалению, в это же время, фотографии Рикки и его квартиры должны напечатать в журнале, и фотограф приходит в его дом. |            |                                                                                       |                |                                                |                  |                 |
| 9 | 9          | «Норковая шубка» «The Fur Coat»                                                       | Марк Дэниелс   | Джесс Оппенхаймер, Мэдлин Пью, Боб Кэрролл мл. | 9 ноября 1951    | 10 декабря 1951 |
| Рикки одалживает норковую шубу для выступления в клубе, но Люси думает, что это для неё, и отказывается снимать её. Рикки устраивает всё так, чтобы Фред выдал себя за грабителя и „украл“ шубу, но, когда приходит настоящий вор, Люси удается его задержать. |            |                                                                                       |                |                                                |                  |                 |
| 10 | 10         | «Люси ревнует к танцовщице» «Lucy Is Jealous of Girl Singer»                          | Марк Дэниелс   | Джесс Оппенхаймер, Мэдлин Пью, Боб Кэрролл мл. | 16 ноября 1951   | 17 декабря 1951 |
| Люси расстроена из-за колонки в газете со сплетнями, которая связывает имя Рикки с девушкой в клубе. После чего она маскируется и направляется в Тропикану. Примечание: Уильям Фроули не появляется в этом эпизоде. |            |                                                                                       |                |                                                |                  |                 |
| 11 | 11         | «Призыв» «Drafted»                                                                    | Марк Дэниелс   | Джесс Оппенхаймер, Мэдлин Пью, Боб Кэрролл мл. | 2 ноября 1951    | 24 декабря 1951 |
| Люси читает письмо для Рикки, в котором его просят явиться в местный военный участок. И она уверенна в том, что его призывают на службу (хотя в участке хотят, чтобы тот выступил перед солдатами). После того, как Рикки просит Фреда присоединиться к нему, Этель думает, тоже что и Люси, и они начинают вязать подарки своим мужьям к отъезду. А Рикки и Фред, в свою очередь, думают, что девушки беременны и решают организовать вечеринку по этому поводу. |            |                                                                                       |                |                                                |                  |                 |
| 12 | 12         | «Адажио» «The Adagio»                                                                 | Марк Дэниелс   | Джесс Оппенхаймер, Мэдлин Пью, Боб Кэрролл мл. | 23 ноября 1951   | 31 декабря 1951 |
| Люси узнает, что Рикки нужен танцор в клубе для танца парижских Апашей, и думает, что именно она может занять это место. Но её учитель танцев надеется на нечто большее, чем просто танец. |            |                                                                                       |                |                                                |                  |                 |
| 13 | 13         | «Благотворительный вечер» «The Benefit»                                               | Марк Дэниелс   | Джесс Оппенхаймер, Мэдлин Пью, Боб Кэрролл мл. | 30 ноября 1951   | 7 января 1952   |
| Этель хочет, чтобы Рикки выступил на благотворительном вечере в клубе, но Люси считает, что дуэт мужа и жены будет более подходящим номером. Примечание: Этот эпизод, вместе с эпизодами «Расторжение договора» и «Балет», а также 20 минут новых кадров, были использованы для создания полнометражного фильма «Я люблю Люси» 1953 года. |            |                                                                                       |                |                                                |                  |                 |
| 14 | 14         | «Люси-Нянька» «The Amateur Hour»                                                      | 7 декабря 1951 | Джесс Оппенхаймер, Мэдлин Пью, Боб Кэрролл мл. | December 7, 1951 | 14 января 1952  |
| Люси делает шаг в шоу-бизнесе, когда становится нянькой маленького мальчика, который должен выступить на любительском концерте. Отчаявшаяся мать, мальчика, „подбрасывает“ брата-близнеца, не предупредив, Люси, что оставила её заботиться о двух неугомонных и грубых детях. Примечание: Уильям Фроули не появляется в этом эпизоде. |            |                                                                                       |                |                                                |                  |                 |
| 15 | 15         | «Дела любовные» «Lucy Plays Cupid»                                                    | Марк Дэниелс   | Джесс Оппенхаймер, Мэдлин Пью, Боб Кэрролл мл. | 13 декабря 1951  | 21 января 1952  |
| Соседка Люси, миссис Льюис, положила глаз на бакалейщика мистера Риттера. И Люси пробует сыграть роль Купидона, но мистер Риттер думает, что все её намёки означают, что она увлечена им! Люси решает сделать себя менее желанной, чтобы оттолкнуть мистера Риттера. Приглашённые звёзды: Би Бенадерет в роли миссис Льюис, и Эдвард Эверетт Хортон, в роли мистера Риттера. Примечание: Ранее Бенадерет рассматривали на роль Этель Мерц, но её кандидатуру отклонили. Вивиан Вэнс и Уильям Фроули не появляются в этом эпизоде. |            |                                                                                       |                |                                                |                  |                 |
| 16 | 16         | «Люси притворяется больной» «Lucy Fakes Illness»                                      | Марк Дэниелс   | Джесс Оппенхаймер, Мэдлин Пью, Боб Кэрролл мл. | 18 декабря 1951  | 28 января 1952  |
| Люси боится, что если Рикки откажется взять её на работу в свой ночной клуб, то у неё может начаться нервный срыв. У неё проявляется „три стадии“, первая - амнезия, вторая - мания быть Таллулой Бэнкхед и третья - склонность к детскому поведению. Рикки узнаёт об этом трюке и быстро ориентируется, приглашая „доктора“ в дом, чтобы осмотреть Люси. Приглашённые звёзды: Хэл Марч появляется в роли самого себя. |            |                                                                                       |                |                                                |                  |                 |
| 17 | 17         | «Lucy Люси пишет пьесу» «Lucy Writes a Play»                                          | Марк Дэниелс   | Джесс Оппенхаймер, Мэдлин Пью, Боб Кэрролл мл. | 22 декабря 1951  | 4 февраля 1952  |
| Люси пишет драму на кубинскую тематику, и делает Рикки звездой своей пьесы. Загвоздка: он отказывается от роли. Таким образом, она меняет действие сюжета пьесы с Кубы на Англию, а Фред заменяет место Рикки. Однако Рикки решил удивить Люсии, и появиться в спектакле... единственная проблема в том, что у него неправильный сценарий. |            |                                                                                       |                |                                                |                  |                 |
| 18 | 18         | «Расторжение договора» «Breaking the Lease»                                           | Марк Дэниелс   | Джесс Оппенхаймер, Мэдлин Пью, Боб Кэрролл мл. | 5 января 1952    | 11 февраля 1952 |
| Все веселятся на „домашней“ вечеринке Рикардо и Мерцев. Но когда Рикардо продолжают петь после того, как Фред и Этель спустились в свою квартиру, Мерцы, как хозяева, решают, что веселье Рикардо зашло слишком далеко. Это приводит к битве между парами: Рикардо пытаются расторгнуть договор аренды, в то время как Мерцы сопротивляются. Примечание: Этот эпизод был воспроизведён в радиопрограмме, и переименован в «Нарушение договора» (англ. The Lease Breakers) в эфире 27 февраля 1952 года. Кроме того этот эпизод был отредактирован совместно с эпизодами «Благотворительный вечер» и «Балет», для создания неизданного фильма «Я люблю Люси». |            |                                                                                       |                |                                                |                  |                 |
| 19 | 19         | «Балет» «The Ballet»                                                                  | Марк Дэниелс   | Джесс Оппенхаймер, Мэдлин Пью, Боб Кэрролл мл. | 11 января 1952   | 18 февраля 1952 |
| Люси неожиданно проявляет себя в роли балерины, а потом получает урок бурлеска от профессионального комика. В урок включён классический номер «И тут я поворачиваюсь». Приглашённые звёзды: Мэри Уикс появляется в роли преподавателя балета. Примечание: Этот эпизод был отредактирован совместно с эпизодами «Благотворительный вечер» и «Расторжение договора», для создания неизданного фильма «Я люблю Люси». |            |                                                                                       |                |                                                |                  |                 |
| 20 | 20         | «Юные поклонники» «The Young Fans»                                                    | Марк Дэниелс   | Джесс Оппенхаймер, Мэдлин Пью, Боб Кэрролл мл. | 18 января 1952   | 25 февраля 1952 |
| Молодая девушка влюблена в Рикки. Люси хочет свести её с молодым юношей, пытаясь научить его танцевать - но её добрые намерения не помогают, когда парень влюбляется в Люси! „Старая“ пара решает показать себя пожилыми (еще более старыми людьми), чтобы отпугнуть своих молодых поклонников. Приглашённые звёзды: Джанет Уолдо появляется в роли Пегги Досон, поклонницы Рикки, Ричард Кренна в роли Артура Мортона, поклонника Люси. Примечание: Вивиан Вэнс и Уильям Фроули не появляются в этом эпизоде. |            |                                                                                       |                |                                                |                  |                 |
| 21 | 21         | «Новые соседи» «New Neighbors»                                                        | Марк Дэниелс   | Джесс Оппенхаймер, Мэдлин Пью, Боб Кэрролл мл. | 25 января 1952   | 3 марта 1952    |
| Люси не может удержаться, чтобы не сунуть нос в квартиру новых жильцов. Когда она прячется чтобы избежать разоблачения, как пара начинает говорить об убийстве её и Рикки, краже их личностей, а затем взрыве Капитолия. Люси и не подозревает, что пара репетирует сцену из фильма. Когда она выбирается из их квартиры, то баррикадирует свою, а Риккардо и Мерцы учатся защищать себя. Приглашённые звёзды: Хейден Рорк и К. Т. Стивенс появляются в роли новых жильцов. |            |                                                                                       |                |                                                |                  |                 |
| 22 | 22         | «Ссора Фреда и Этель» «Fred and Ethel Fight»                                          | Марк Дэниелс   | Джесс Оппенхаймер, Мэдлин Пью, Боб Кэрролл мл. | 30 января 1952   | 10 марта 1952   |
| Мерцы находятся в ссоре, и Люси пытается помирить их. В конце концов, выяснятся, что проблема вовсе не в их браке, а в её собственном. |            |                                                                                       |                |                                                |                  |                 |
| 23 | 23         | «Усы» «The Moustache»                                                                 | Марк Дэниелс   | Джесс Оппенхаймер, Мэдлин Пью, Боб Кэрролл мл. | 8 февраля 1952   | 17 марта 1952   |
| Рикки отращивает усы, для пробы в кинофильме, Люси решает бороться с этим „радикальным методом“ - она приклеивает себе длинную белую бороду. Но всё идет не по плану, Люси терпит множество неудачных попыток снять её, а кино-агент решает навестить Рикки у него дома. |            |                                                                                       |                |                                                |                  |                 |
| 24 | 24         | «Сплетня» «The Gossip»                                                                | Марк Дэниелс   | Джесс Оппенхаймер, Мэдлин Пью, Боб Кэрролл мл. | 15 февраля 1952  | 24 марта 1952   |
| Фред и Рикки заключают пари с девушками, чтобы посмотреть, кто продержится, дольше не сплетничая. Но понимают, что это трудно для них и рассказывают выдуманную историю, чтобы выиграть пари. |            |                                                                                       |                |                                                |                  |                 |
| 25 | 25         | «Женщины первопроходцы» «Pioneer Women»                                               | Марк Дэниелс   | Джесс Оппенхаймер, Мэдлин Пью, Боб Кэрролл мл. | 22 февраля 1952  | 31 марта 1952   |
| Мерцы и Рикардо придерживаются пари, что они смогут жить так же как их предки. В этом эпизоде показан классический момент, когда буханка хлеба, приготовленная Люси, становится настолько большой, что выходит из духовки. |            |                                                                                       |                |                                                |                  |                 |
| 26 | 26         | «Свидетельство о браке» «The Marriage License»                                        | Марк Дэниелс   | Джесс Оппенхаймер, Мэдлин Пью, Боб Кэрролл мл. | 28 февраля 1952  | 7 апреля 1952   |
| Разбирая завал бумаг, Люси находит свидетельство о браке. Взглянув в него, она находит ошибку, и начинает сомневаться, что они с Рикки муж и жена. |            |                                                                                       |                |                                                |                  |                 |
| 27 | 27         | «Клептоманка» «The Kleptomaniac»                                                      | Марк Дэниелс   | Джесс Оппенхаймер, Мэдлин Пью, Боб Кэрролл мл. | 7 марта 1952     | 14 апреля 1952  |
| Рикки находит в квартире лишние деньги и серебро, и приходит к выводу, что Люси клептоманка. Но он не знает, что это просто пожертвования на благотворительность. Когда Люси узнает, что думает о ней Рикки, она решает преподать ему урок. Приглашённые звёзды: Джозеф Кернс в роли доктора Тома Робинсона. |            |                                                                                       |                |                                                |                  |                 |
| 28 | 28         | «Кубинские друзья» «Cuban Pals»                                                       | Марк Дэниелс   | Джесс Оппенхаймер, Мэдлин Пью, Боб Кэрролл мл. | 14 марта 1952    | 21 апреля 1952  |
| Приглашенная кубинская танцевальная труппа просит Рикки сделать номер с „маленькой Ренитой Перес“ - маленькой девочкой, с которой он танцевал в Гаване. Люси полностью согласна, пока не узнает, что „маленькая Ренита“, не такая уж и „маленькая“. Она занимает место Рениты в клубе, но Рикки меняет номер, и Люси танцует танец с мужчиной в вудуистском одеянии. |            |                                                                                       |                |                                                |                  |                 |
| 29 | 29         | «Морозильник» «The Freezer»                                                           | Марк Дэниелс   | Джесс Оппенхаймер, Мэдлин Пью, Боб Кэрролл мл. | 21 марта 1952    | 28 апреля 1952  |
| Люси и Этель установили морозильник для мяса в подвале и празднуют это, купив два бока говядины, не имея представления, насколько большая одна сторона. Теперь они должны избавиться от лишнего мяса, прежде чем Рикки и Фред узнают об этом. Сначала они пытаются продать его клиентам мясного магазина, за его пределами, но терпят неудачу, когда появляется руководитель этого магазина. Их следующая задача заключается в том, чтобы спрятать говядину в печи дома, но когда Люси начинает прятать мясо - она на собственном опыте узнает, насколько холодным является морозильник, когда случайно запирается в нём.                                    |            |                                                                                       |                |                                                |                  |                 |
| 30 | 30         | «Люси снимается в рекламе» «Lucy Does a TV Commercial»                                | Марк Дэниелс   | Джесс Оппенхаймер, Мэдлин Пью, Боб Кэрролл мл. | 28 марта 1952    | 5 мая 1952      |
| Рикки нужна девушка, для съёмок в рекламе для его телевизионного дебюта. Люси предлагает свою кандидатуру, но Рикки ей сразу отказывает. Неугомонная Люси все равно идет на съёмочную площадку, и начинает сниматься в рекламном ролике тоника «Витамитавегамин». Поскольку тоник содержит 23% спирта, Люси быстро становится пьяной. Примечание: В 1997 году «TV Guide» разместил эту серию на 2-м месте, своего списка «100 самых лучших серий». А в 2009 году она переместилась на 4 место. Вивиан Вэнс не появляется в этом эпизоде. |            |                                                                                       |                |                                                |                  |                 |
| 31 | 31         | «Агент по рекламе» «The Publicity Agent»                                              | Марк Дэниелс   | Джесс Оппенхаймер, Мэдлин Пью, Боб Кэрролл мл. | 4 апреля 1952    | 12 мая 1952     |
| Понимая, что популярность Рикки спала, Люси придумывает трюк, в котором она появляется в образе Махаринцессы Френистана. |            |                                                                                       |                |                                                |                  |                 |
| 32 | 32         | «Люси приглашает Рикки на радиостанцию» «Lucy Gets Ricky on the Radio»                | Марк Дэниелс   | Джесс Оппенхаймер, Мэдлин Пью, Боб Кэрролл мл. | 11 апреля 1952   | 19 мая 1952     |
| Люси настолько впечатлена правильными ответами Рикки радио-викторины, что записывает его участвовать на радио-шоу в качестве конкурсанта. Но она не знала, что Рикки заранее знал ответы, в этой викторине, от друга на станции. И Люси планирует получить ответы на самой радиостанции до выхода программы в эфир. |            |                                                                                       |                |                                                |                  |                 |
| 33 | 33         | «Расписание Люси» «'Lucy's Schedule'»                                                 | Марк Дэниелс   | Джесс Оппенхаймер, Мэдлин Пью, Боб Кэрролл мл. | 18 апреля 1952   | 26 мая 1952     |
| После того как Рикки опоздал на ужин освоим новым боссом мистером Литтлфилдом, он полон решимости приучить Люси, быть пунктуальной, поэтому он ставит ей жёсткий график времени. Приглашённые звёзды: Гэйл Гордон появляется в роли мистера Литтлфилда. Примечание: Гэйл Гордон был одним из первых кандидатов на роль Фреда Мерца, но был занят другим проектами. Позже он снимался вместе с Люсиль Болл в каждом её шоу. |            |                                                                                       |                |                                                |                  |                 |
| 34 | 34         | «Рики думает что он лысеет» «'Ricky Thinks He's Getting Bald'»                        | Марк Дэниелс   | Джесс Оппенхаймер, Мэдлин Пью, Боб Кэрролл мл. | 25 апреля 1952   | 2 июня 1952     |
| Выпадение волос Рикки вызывают у него большое беспокойство, из-за чего Люси решает сделать ему болезненную процедуру для лечения кожи головы. |            |                                                                                       |                |                                                |                  |                 |
| 35 | 35         | «Рики просит повышения» «Ricky Asks for a Raise»                                      | Марк Дэниелс   | Джесс Оппенхаймер, Мэдлин Пью, Боб Кэрролл мл. | 2 мая 1952       | 9 июня 1952     |
| По настоянию Люси, Рикки пытается надавить на своего боса чтобы ему дали повышение... но его увольняют. Решив все исправить Люси с помощью Мерцев, забронировала каждый столик в «Тропикане», чтобы показать, насколько Рикки популярен. Дав при этом понять, что клиенты хотят видеть именно Рикки. При помощи старого друга Фреда, все трое быстро переодеваются, надевая различные наряды и маски, притворяясь посетителями клуба, которые сердятся и сразу уходят, когда узнают, что Рикки уволен. Приглашённые звёзды: Гэйл Гордон появляется в роли мистера Литтлфилда, это его второе и последнее появление в этой роли.                              |            |                                                                                       |                |                                                |                  |                 |

### Сезон 2 (1952—1953)
| № общий | № в сезоне | Название                                                               | Режиссёр     | Автор сценария                                 | Дата съёмок      | Дата премьеры    |
| --- | ---------- | ---------------------------------------------------------------------- | ------------ | ---------------------------------------------- | ---------------- | ---------------- |
| 36 | 1          | «Поменялись местами» «Job Switching»                                   | Уильям Эшер  | Джесс Оппенхаймер, Мэдлин Пью, Боб Кэрролл мл. | 30 мая 1952      | 15 сентября 1952 |
| Рикки и Фред считают, что заниматься домашним хозяйством гораздо проще, чем зарабатывать деньги. Люси и Этель с этим не согласны. Поэтому мужчины принимаются за домашнюю работу, а девушки стараются удержаться на кондитерской фабрике. Проблемы вскоре возникают на обоих фронтах. Рикки и Фред устраивают беспорядок в квартире, сжигая одежду с помощью утюгов и разбросав еду по всей кухне. Люси и Этель понимают, что конвейерная лента движется слишком быстро, и они вынуждены бороться с ней, чтобы успеть упаковать конфеты. Приглашенные звезды: Элвия Оллман в роли работницы кондитерской фабрики. Примечание: В 1996 году «TV Guide» включил этот эпизод в свой список «100 самых запоминающихся эпизодов в истории телевидения», поместив его на 2-е место. В 2013 году музей телерадиовещания «Paley Center for Media» поместил на первом месте сцену на кондитерской фабрике в списке «30 самых смешных моментов в истории телевидения». В эпизоде сериала «Уилл и Грейс» от 9 апреля 2020 года, Шон Хейс в роли Люси, Дебра Мессинг в роли Этель и Люси Арнас в роли работницы кондитерской фабрики, воссоздали сцену на шоколадной фабрике. |            |                                                                        |              |                                                |                  |                  |
| 37 | 2          | «Саксофон» «The Saxophone»                                             | Уильям Эшер  | Джесс Оппенхаймер, Мэдлин Пью, Боб Кэрролл мл. | 6 июня 1952      | 22 сентября 1952 |
| Люси планирует присоединиться к группе Рикки в турне, в роли саксофониста. Есть только одна проблема - она может сыграть только одну мелодию. Нисколько не смущаясь, она маскируется под джазового музыканта и пытается пробиться в оркестр, к большой радости музыкантов и разочарованию Рикки. |            |                                                                        |              |                                                |                  |                  |
| 38 | 3          | «Подарок на годовщину» «The Anniversary Present»                       | Марк Дэниелс | Джесс Оппенхаймер, Мэдлин Пью, Боб Кэрролл мл. | 9 мая 1952       | 29 сентября 1952 |
| Рикки просит соседку Грейс Фостер, помочь ему удивить Люси подарком на годовщину их свадьбы. Но Люси всё принимает совершенно по-другому. Приглашённые звёзды: Глория Блонделл в роли Грейс Фостер. |            |                                                                        |              |                                                |                  |                  |
| 39 | 4          | «Наручники» «The Handcuffs»                                            | Марк Дэниелс | Джесс Оппенхаймер, Мэдлин Пью, Боб Кэрролл мл. | 16 мая 1952      | 6 октября 1952   |
| Один из розыгрышей Люси, дает обратный эффект, когда она и Рикки приковывают друг друга старинными наручниками, к которым нет ключа. |            |                                                                        |              |                                                |                  |                  |
| 40 | 5          | «Оперетта» «The Operetta»                                              | Марк Дэниелс | Джесс Оппенхаймер, Мэдлин Пью, Боб Кэрролл мл. | 23 мая 1952      | 13 октября 1952  |
| Люси и Этель решают написать оперетту, и Люси платит за декорации и костюмы с помощью чека, датированным будущим числом. Тем временем, Этель и Рикки уговаривают девушек-хористок присоединиться к ним, чтобы они спели в номере «Кармила, королева цыган», роль которой исполняет Люси. |            |                                                                        |              |                                                |                  |                  |
| 41 | 6          | «Отдых от семейной жизни» «Vacation from Marriage»                     | Уильям Эшер  | Джесс Оппенхаймер, Мэдлин Пью, Боб Кэрролл мл. | 1 августа 1952   | 27 октября 1952  |
| Устав от семейной жизни, Люси и Этель желают перемен, и решают пожить несколько дней вдали от своих мужей. Но девушки быстро устают от общества друг друга и планируют вернуться к прежней жизни. |            |                                                                        |              |                                                |                  |                  |
| 42 | 7          | «В суде» «The Courtroom»                                               | Уильям Эшер  | Джесс Оппенхаймер, Мэдлин Пью, Боб Кэрролл мл. | 8 августа 1952   | 10 ноября 1952   |
| Рикардо покупают Мерцам новый телевизор на годовщину их свадьбы. Когда Рикки пытается подключить его, телевизор взрывается! В отместку Фред идет в квартиру Рикардо и пинком разбивает экран их телевизора. Все это приводит к тому, что обе пары оказываются в суде. |            |                                                                        |              |                                                |                  |                  |
| 43 | 8          | «Косметический ремонт» «Redecorating»                                  | Уильям Эшер  | Джесс Оппенхаймер, Мэдлин Пью, Боб Кэрролл мл. | 15 августа 1952  | 24 ноября 1952   |
| Рикки решает обмануть Люси, чтобы она думала, что выиграла конкурс новой мебели для дома. Но шутка оборачивается против них, когда Люси продаёт всю свою старую мебель. |            |                                                                        |              |                                                |                  |                  |
| 44 | 9          | «Рики теряет голос» «Ricky Loses His Voice»                            | Уильям Эшер  | Джесс Оппенхаймер, Мэдлин Пью, Боб Кэрролл мл. | 22 августа 1952  | 1 декабря 1952   |
| Рикки простужается и теряет голос прямо вовремя подготовки к новому шоу. Это побуждает Люси поставить шоу самостоятельно. Приглашённые звёзды: Артур К. Брайан появляется в роли нового босса Рикки. |            |                                                                        |              |                                                |                  |                  |
| 45 | 10         | «Люси в интересном положении» «Lucy Is Enceinte»                       | Уильям Эшер  | Джесс Оппенхаймер, Мэдлин Пью, Боб Кэрролл мл. | October 3, 1952  | декабрь 8, 1952  |
| Люси чувствует себя странно и испытывает проблемы со здоровьем, увеличение веса, частую утомляемость, и делится этим с Этель. Та предполагает о беременности подруги, и Люси смеётся в ответ... но после визита к врачу возвращается и сообщает Этель, что та была права. Люси старается подготовить „идеальный“ момент, чтобы рассказать Рикки, но его дела в клубе не дают такой возможности. В конце концов, Люси пишет записку, где просит, чтобы Рикки в клубе исполнил песню «У меня и моей малышки скоро будет ребёнок». Для Рикки становится большим сюрпризом, когда он узнает, кто именно просил исполнить песню! |            |                                                                        |              |                                                |                  |                  |
| 46 | 11         | «Беременные женщины непредсказуемы» «Pregnant Women Are Unpredictable» | Уильям Эшер  | Джесс Оппенхаймер, Мэдлин Пью, Боб Кэрролл мл. | 10 октября 1952  | 15 декабря 1952  |
| В ожидании появления ребёнка, Рикки решает, что Люси должна оставаться в постели, пока он делает всю работу по дому. А Люси думает, что эта забота только о ребёнке, а не о ней. |            |                                                                        |              |                                                |                  |                  |
| 47 | 12         | «Лебединая песня Люси в шоу-бизнесе» «'Lucy's Show-Biz Swan Song'»     | Уильям Эшер  | Джесс Оппенхаймер, Мэдлин Пью, Боб Кэрролл мл. | 17 октября 1952  | 22 декабря 1952  |
| Даже не смотря на быстро приближающееся материнство, Люси всё ещё хочет выступать на сцене. И активно уговаривает Рикки, чтобы он согласился на её участие в постановке о «Весёлых 90-х». |            |                                                                        |              |                                                |                  |                  |
| 48 | 13         | «Люси даёт уроки английского» «Lucy Hires an English Tutor»            | Уильям Эшер  | Джесс Оппенхаймер, Мэдлин Пью, Боб Кэрролл мл. | 24 октября 1952  | 29 декабря 1952  |
| Люси хочет, чтобы её ребёнок рос в „правильной музыкальной среде“, поэтому она нанимает репетитора, чтобы обучить Рикки правильной английской дикции. Репетитор оказывается начинающим актёром, и надеется, что Рикки даст ему шанс проявить себя. В конце эпизода Люси, Рикки, Фред и Этель поют шутливую песню, сочиненную учителем. Приглашённые звёзды: Ганс Конрид появляется в роли репетитора. |            |                                                                        |              |                                                |                  |                  |
| 49 | 14         | «Рики почувствовал себя беременным» «Ricky has Labor Pains»            | Уильям Эшер  | Джесс Оппенхаймер, Мэдлин Пью, Боб Кэрролл мл. | 31 обтября 1952  | 5 января 1953    |
| Будущая мама Люси получает очень много внимания, из-за чего будущий папа Рикки ощущает себя заброшенным. У него развиваются собственные психосоматические симптомы беременности. Врач советует Люси и Этель уделить особое внимание Рикки в качестве лечения, и девушки просят Фреда организовать для него мужскую вечеринку, но любопытство берёт вверх над Люси, и они с Этель маскируются под мужчин-репортёров и приходят на вечеринку. |            |                                                                        |              |                                                |                  |                  |
| 50 | 15         | «Люси становится скульптором» «Lucy Becomes a Sculptress»              | Уильям Эшер  | Джесс Оппенхаймер, Мэдлин Пью, Боб Кэрролл мл. | 7 ноября 1952    | 12 января 1953   |
| Ни один ребёнок не должен расти без художественного влияния. Поэтому Люси занялась созданием скульптур. Рикки насмехается над ней, а Люси добивается того, что арт-критик приехал и оценил её работу. Однако, когда её скульптура случайно разбивается, она маскирует себя под бюст, чтобы обмануть критика. |            |                                                                        |              |                                                |                  |                  |
| 51 | 16         | «Люси едет в больницу» «Lucy Goes to the Hospital»                     | Уильям Эшер  | Джесс Оппенхаймер, Мэдлин Пью, Боб Кэрролл мл. | 14 ноября 1952   | 19 января 1953   |
| Из-за ребёнка, который может появиться в любой момент, Рикки и Мерцы тщательно репетируют поездку в больницу. Но когда наступает этот момент, всё идёт не так гладко. Когда они всё-таки добираются до больницы, роды Люси длятся довольно продолжительное время, но Рикки не может пропустить шоу в клубе. Когда поступает звонок из больницы, он прямо гриме мчится обратно. Примечание: Этот эпизод вышел в эфир в тот же день, когда Люсиль Болл родила Деси Арнаса мл.. На протяжении следующих 5 серий, показывали сцены с Люси, которые были сняты заранее, чтобы предоставить Болл отпуск. |            |                                                                        |              |                                                |                  |                  |
| 52 | 17         | «Устоять перед рекламой» «Sales Resistance»                            | Уильям Эшер  | Джесс Оппенхаймер, Мэдлин Пью, Боб Кэрролл мл. | 29 августа 1952  | 26 января 1953   |
| Когда Люси покупает очередной гаджет, Рикки жалуется, что у неё нет устойчивости перед рекламой. Он заставляет её вернуть товар, но вместо этого она делает новую покупку. Приглашённые звезды: Шелдон Леонард в роли продавца. |            |                                                                        |              |                                                |                  |                  |
| 53 | 18         | «Комплекс неполноценности» «The Inferiority Complex»                   | Уильям Эшер  | Джесс Оппенхаймер, Мэдлин Пью, Боб Кэрролл мл. | 6 сентября 1952  | 2 февраля 1953   |
| Из-за того, что никто не смеётся над анекдотами Люси, и не хочет играть с ней в бридж, у неё развивается „комплекс неполноценности“. Симпатичный психиатр пытается её вылечить, но терпит неудачу. Приглашённые звёзды: Джералд Мор появляется в роли Доктора Молина. |            |                                                                        |              |                                                |                  |                  |
| 54 | 19         | «Выборы в клубе» «The Club Election»                                   | Уильям Эшер  | Джесс Оппенхаймер, Мэдлин Пью, Боб Кэрролл мл. | 12 сентября 1952 | 16 февраля 1953  |
| Люси мечтает занять престижное место в клубе «Изящных искусств», но на любую должность назначают другую кандидатку. Когда на должность президента она соревнуется с Этель, голоса от членов клуба разделяются поровну. |            |                                                                        |              |                                                |                  |                  |
| 55 | 20         | «Синяк под глазом» «The Black Eye»                                     | Уильям Эшер  | Джесс Оппенхаймер, Мэдлин Пью, Боб Кэрролл мл. | 19 сентября 1952 | 9 марта 1953     |
| Люси и Рикки поглощены захватывающим романом и решают прочитать его вместе, чтобы одновременно насладиться им. Когда Рикки швыряет книгу через комнату, он случайно попадает ею в Люси, из-за чего у неё появляется синяк под глазом. Неприятности начинаются, когда Этель слышит их страстный разговор и, увидев синяк под глазом, опасается самого худшего. Когда она не верит правде, Люси придумывает „настоящую пикантную историю“ о том, что она полюбила другого мужчину, и это привело к дальнейшим неприятностям. |            |                                                                        |              |                                                |                  |                  |
| 56 | 21         | «Люси меняет свое мнение» «Lucy Changes Her Mind»                      | Уильям Эшер  | Джесс Оппенхаймер, Мэдлин Пью, Боб Кэрролл мл. | 26 сентября 1952 | 30 марта 1953    |
| Когда речь идет о том, чтобы одеться или заказать ужин в ресторане, кажется, что Люси совершенно не может ничего довести до конца, ни разу не передумав. Рикки выходит из себя по этому поводу, из-за чего Люси решает пошутить со старым незаконченным любовным письмом к парню из средней школы. Фред предупреждает Рикки о планах Люси, и вскоре Люси оказывается в полной растерянности. |            |                                                                        |              |                                                |                  |                  |
| 57 | 22         | «Никаких детей» «No Children Allowed»                                  | Уильям Эшер  | Джесс Оппенхаймер, Мэдлин Пью, Боб Кэрролл мл. | 20 марта 1953    | 20 апреля 1953   |
| В договоре аренды Рикардо говорится, что в семье не должно быть детей. И постоянно плачущий новый член семьи доставляет множество проблем другим жильцам. Примечание: Этот эпизод положил начало постоянному персонажу - миссис Трамбулл, роль которой играет Элизабет Паттерсон. |            |                                                                        |              |                                                |                  |                  |
| 58 | 23         | «Горничная» «Lucy Hires a Maid»                                        | Уильям Эшер  | Джесс Оппенхаймер, Мэдлин Пью, Боб Кэрролл мл. | 27 марта 1953    | 27 апреля 1953   |
| Из-за постоянной заботы о ребёнке, Люси не спит ночами, и засыпает днём. Поэтому Рикардо нанимают горничную, очень требовательную и настойчивую женщину. Приглашённые звёзды: Верна Фелтон в роли горничной. |            |                                                                        |              |                                                |                  |                  |
| 59 | 24         | «Индейское шоу» «The Indian Show»                                      | Уильям Эшер  | Джесс Оппенхаймер, Мэдлин Пью, Боб Кэрролл мл. | 3 апреля 1953    | 4 мая 1953       |
| Рикки планирует сделать индейское шоу в своём клубе и предполагает, что материнство положило конец амбициям Люси в шоу-бизнесе. Но по счастливой случайности, Люси удалось уговорить девушку, певицу в номере поменяться с ней местами. |            |                                                                        |              |                                                |                  |                  |
| 60 | 25         | «Последний день рождения Люси» «'Lucy's Last Birthday'»                | Уильям Эшер  | Джесс Оппенхаймер, Мэдлин Пью, Боб Кэрролл мл. | 10 апреля 1953   | 11 мая 1953      |
| Когда кажется, что все забыли о дне рождения Люси, она впадает в депрессию и бродит по городу. В парке она встречает „друзей всех одиноких“ и присоединяется к рядам несчастной толпы. Они все маршируют в клуб Рикки, для протеста, где именинницу ждёт вечеринка-сюрприз! Примечание: В этой серии Рикки исполняет песню «Я люблю Люси», заглавный саундтрек шоу с текстом песни. |            |                                                                        |              |                                                |                  |                  |
| 61 | 26         | «Рикардо меняют квартиру» «The Ricardos Change Apartments»             | Уильям Эшер  | Джесс Оппенхаймер, Мэдлин Пью, Боб Кэрролл мл. | 16 апреля 1953   | 18 мая 1953      |
| Люси думает, что после рождения ребёнка им нужна квартира побольше, но Рикки говорит, что они не могут себе это позволить. Когда Люси узнает, что у соседки миссис Бенсон теперь есть свободная комната, так как её дочь вышла замуж, она планирует поменять мебель в двух квартирах. Примечание: Это последняя серия, где показана квартира Рикардо 4A, номер их новой квартиры - 3D. |            |                                                                        |              |                                                |                  |                  |
| 62 | 27         | «Люси сваха» «Lucy Is Matchmaker»                                      | Уильям Эшер  | Джесс Оппенхаймер, Мэдлин Пью, Боб Кэрролл мл. | 25 апреля 1953   | 25 мая 1953      |
| Люси пытается свести свою подругу с холостым приятелем Мерцев, но в итоге невольно оказывается третьей стороной в любовном треугольнике. Приглашённые звёзды: Хэл Марч в роли неженатого приятеля. |            |                                                                        |              |                                                |                  |                  |
| 63 | 28         | «Люси нужна новая мебель» «Lucy Wants New Furniture»                   | Уильям Эшер  | Джесс Оппенхаймер, Мэдлин Пью, Боб Кэрролл мл. | 1 мая 1953       | 1 июня 1953      |
| Когда Люси покупает новый диван и кофейный столик без разрешения Рикки, он говорит, что ей придётся заплатить за всё это из своих карманных денег. Чтобы сэкономить деньги, Люси старается сама шить себе одежду и делать себе домашнюю завивку. |            |                                                                        |              |                                                |                  |                  |
| 64 | 29         | «Поход» «The Camping Trip»                                             | Уильям Эшер  | Джесс Оппенхаймер, Мэдлин Пью, Боб Кэрролл мл. | 8 мая 1953       | 8 июня 1953      |
| У Люси появляется раздражающая привязанность к Рикки. В конец, она заходит слишком далеко, когда решает присоединиться к нему и его друзьям во время похода. Рикки решает взять её в „пробный поход“, чтобы заставить её ненавидеть походы. Но Люси просит помощи у Этель, чтобы помешать планам Рикки. |            |                                                                        |              |                                                |                  |                  |
| 65 | 30         | «Рикки и Фред телевизионные фанаты» «Ricky and Fred Are TV Fans»       | Уильям Эшер  | Джесс Оппенхаймер, Мэдлин Пью, Боб Кэрролл мл. | 22 мая 1953      | 22 июня 1953     |
| Рикки и Фред в большом восторге от бокса по телевизору. А Люси и Этель уверены, что они прекрасно проведут время вдали от своих мужей. В то время, когда Рикки и Фред не могут оторваться от телевизора, Люси и Этель принимают за воровок. Приглашенные звезды: Фрэнк Нельсон в роли офицера полиции и Аллен Дженкинс в роли работника кафе. |            |                                                                        |              |                                                |                  |                  |
| 66 | 31         | «Никогда не ведите дел с друзьями» «Never Do Business With Friends»    | Уильям Эшер  | Джесс Оппенхаймер, Мэдлин Пью, Боб Кэрролл мл. | 29 мая 1953      | 29 июня 1953     |
| Идеальная дружба почти разрушена, когда Рикардо продают свою старую стиральную машину Мерцам. Они обнаруживают, что она нуждается в ремонте и отказываются за неё платить, но затем меняют своё решение. В последовавшем споре о том, кому принадлежит машина, пары случайно сталкивают её с балкона. Приглашённые звёзды: Херб Вигран в роли Джо, мастера по ремонту. |            |                                                                        |              |                                                |                  |                  |

### Сезон 3 (1953—1954)
| № общий | № в сезоне | Название                                                                      | Режиссёр    | Автор сценария                                 | Дата съёмок          | Дата премьеры   |
| --- | ---------- | ----------------------------------------------------------------------------- | ----------- | ---------------------------------------------- | -------------------- | --------------- |
| 67 | 1          | «Жизнь Рики в журнале «Life»» «'Ricky's Life Story'»                          | Уильям Эшер | Джесс Оппенхаймер, Мэдлин Пью, Боб Кэрролл мл. | 15 мая 1953          | 5 октября 1953  |
| Журнал «Live» делает фоторепортаж о Рикки, но Люси в нём нет. Придя к решению, что это все, из-за того, что она не популярна, она решает превзойти Рикки в его клубе, во время его номера «Леди в Испании». |            |                                                                               |             |                                                |                      |                 |
| 68 | 2          | «Девушки делают бизнес» «The Girls Go Into Business»                          | Уильям Эшер | Джесс Оппенхаймер, Мэдлин Пью, Боб Кэрролл мл. | 11 сентября 1953     | 12 октября 1953 |
| Люси и Этель покупают магазин одежды. В тайне от своих мужей, надеясь заработать большие деньги. Но вскоре обнаруживают, что это не так просто, как они ожидали. |            |                                                                               |             |                                                |                      |                 |
| 69 | 3          | «Люси и Этель покупают одинаковые платья» «Lucy and Ethel Buy the Same Dress» | Уильям Эшер | Джесс Оппенхаймер, Мэдлин Пью, Боб Кэрролл мл. | 17 сентября 1953     | 19 октября 1953 |
| Девушки планируют выступить на телевидении со своим клубом, решив спеть песню о дружбе, Коула Портера, в знак их близкой дружбы. Все очень рады событию, пока обе не покупают одинаковые платья по поводу этого случая. |            |                                                                               |             |                                                |                      |                 |
| 70 | 4          | «Равные права» «Equal Rights»                                                 | Уильям Эшер | Джесс Оппенхаймер, Мэдлин Пью, Боб Кэрролл мл. | 24 сентября 1953     | 26 октября 1953 |
| Устав от отношения Рикки и Фреда, девушки требуют равных прав. Рикки и Фред настраиваются против них, когда после ужина в ресторане, девушки требуют отдельные чеки. В итоге у Этель и Люси, не оказывается денег, и они вынуждены остаться мыть посуду, чтобы расплатиться за еду. |            |                                                                               |             |                                                |                      |                 |
| 71 | 5          | «Детские фотографии» «Baby Pictures»                                          | Уильям Эшер | Джесс Оппенхаймер, Мэдлин Пью, Боб Кэрролл мл. | 1 октября 1953       | 2 ноября 1953   |
| Рикардо решили, что они не будут хвастаться своим маленьким Рикки, а также навязчиво показывать его фотографии. Однако всё меняется, когда пара их друзей, начинают хвастаться своим ребёнком. |            |                                                                               |             |                                                |                      |                 |
| 72 | 6          | «Люси говорит правду» «Lucy Tells the Truth»                                  | Уильям Эшер | Джесс Оппенхаймер, Мэдлин Пью, Боб Кэрролл мл. | 8 октября 1953       | 9 ноября 1953   |
| Рикки заключает с Люси спор, о том, что она не сможет прожить двадцать четыре часа, и ни разу не соврать. Проблемы начинаются тогда, когда она начинает быть жестоко откровенной со всеми. |            |                                                                               |             |                                                |                      |                 |
| 73 | 7          | «Французское ревю» «The French Revue»                                         | Уильям Эшер | Джесс Оппенхаймер, Мэдлин Пью, Боб Кэрролл мл. | 15 октября 1953      | 16 ноября 1953  |
| Рикки собирается устроить французское ревю в своём клубе, и Люси готова поспорить с ним на 50 долларов, что сможет участвовать в этом спектакле, даже не смотря на все попытки Рикки, остановить её. |            |                                                                               |             |                                                |                      |                 |
| 74 | 8          | «Ремонт в квартире Мерцев» «'Redecorating the Mertzes' Apartment'»            | Уильям Эшер | Джесс Оппенхаймер, Мэдлин Пью, Боб Кэрролл мл. | 22 октября           | 23 ноября 1953  |
| Рикардо решают помочь Мерцам сделать ремонт в их квартире, покрасить стены и сменить обивку мебели. Но делают они это в типичной манере Рикардо. |            |                                                                               |             |                                                |                      |                 |
| 75 | 9          | «Слишком много воров» «Too Many Crooks»                                       | Уильям Эшер | Джесс Оппенхаймер, Мэдлин Пью, Боб Кэрролл мл. | 29 октября 1953      | 30 ноября 1953  |
| Полиция разыскивает таинственного грабителя-домушника „Мадам Икс“. Из-за взаимных недоразумений Мерцы подозревают в этом Люси, а Рикардо - Этель. |            |                                                                               |             |                                                |                      |                 |
| 76 | 10         | «Меняя гардероб» «Changing the Boys' Wardrobe»                                | Уильям Эшер | Джесс Оппенхаймер, Мэдлин Пью, Боб Кэрролл мл. | 5 ноября 1953        | 7 декабря 1953  |
| Рикки и Фред приводят в бешенство девушек, надевая на публику свою старую одежду. Поэтому Люси и Этель тайно продают одежду своих мужей торговцу поддержанной одеждой. Приглашённые звёзды: Ганс Конрид в роли Хьюса Алана, владельца магазина поддержанных вещей. Примечание: В этом эпизоде Рикки исполняет песню «Гранада».                                                                      |            |                                                                               |             |                                                |                      |                 |
| 77 | 11         | «Люси проверяет зрение» «Lucy Has Her Eyes Examined»                          | Уильям Эшер | Джесс Оппенхаймер, Мэдлин Пью, Боб Кэрролл мл. | 12 ноября 1953       | 14 декабря 1953 |
| После визита к окулисту у Люси остаётся затуманенное зрение на весь остаток дня. Но это не останавливает её прийти на прослушивание на танцевальный номер „джиттербаг“ в клубе. |            |                                                                               |             |                                                |                      |                 |
| 78 | 12         | «Бывшая подруга Рикки» «'Ricky's Old Girlfriend'»                             | Уильям Эшер | Джесс Оппенхаймер, Мэдлин Пью, Боб Кэрролл мл. | 19 ноября 1953       | 21 декабря 1953 |
| Люси хочет знать о прежних подружках Рикки, поэтому он придумывает одну девушку, по имени Карлота Ромеро. А позже в городе появляется кубинская танцовщица с таким же именем. Приглашённые звёзды: Джерри Мэтерс появляется в эпизоде, в роли ребёнка Рикки, в сновидении Люси. |            |                                                                               |             |                                                |                      |                 |
| 79 | 13         | «Идея на миллион долларов» «The Million-Dollar Idea»                          | Уильям Эшер | Джесс Оппенхаймер, Мэдлин Пью, Боб Кэрролл мл. | 26 ноября 1953       | 11 января 1954  |
| Люси готовит восхитительную заправку для салата, и Фред говорит ей, что она должна продавать её. Рекламируя продукт как „старинную заправку для салата от тети Марты“, девушки умудряются получить сотки заказов. Проблема в том, что они оценили продукт настолько дёшево, что это будет стоить им больше, чем приносить прибыль.                                                                  |            |                                                                               |             |                                                |                      |                 |
| 80 | 14         | «Рикки нянчится с ребёнком» «Ricky Minds the Baby»                            | Уильям Эшер | Джесс Оппенхаймер, Мэдлин Пью, Боб Кэрролл мл. | 3 декабря 1953       | 18 января 1954  |
| У Рикки есть неделя отпуска и он решает, что Люси заслуживает отдыха, и предлагает взять на себя заботу о малыше Рикки. Но когда он отвлекается, малыш случайно заходит в квартиру Мерцев. |            |                                                                               |             |                                                |                      |                 |
| 81 | 15         | «Школа очарования» «The Charm School»                                         | Уильям Эшер | Джесс Оппенхаймер, Мэдлин Пью, Боб Кэрролл мл. | 10 декабря 1953      | 25 января 1954  |
| На одной из вечеринок, мужчины и девушки проводят время в разных компаниях, что расстраивает девушек. Заметив, что мужчины уделяют больше внимания, пришедшей привлекательной девушке, Люси и Этель решают пойти в школу очарования. Приглашённые звёзды: Натали Шафер появляется в роли преподавателя в школе очарования.                                                                          |            |                                                                               |             |                                                |                      |                 |
| 82 | 16         | «Годовщина свадьбы» «Sentimental Anniversary»                                 | Уильям Эшер | Джесс Оппенхаймер, Мэдлин Пью, Боб Кэрролл мл. | 17 декабря 1953      | 1 февраля 1954  |
| Эту 13-ю годовщину свадьбы Рикардо планируют отпраздновать вдвоём. Во всяком случае, таков был их план. |            |                                                                               |             |                                                |                      |                 |
| 83 | 17         | «Интервью для журнала» «Fan Magazine Interview»                               | Уильям Эшер | Джесс Оппенхаймер, Мэдлин Пью, Боб Кэрролл мл. | 7 января 1954        | 8 февраля 1954  |
| Рикардо готовятся к интервью с репортёром из журнала, надев свои лучшие наряды, приготовив лучшую еду, и демонстрируя свои лучшие манеры. |            |                                                                               |             |                                                |                      |                 |
| 84 | 18         | «Нефтяные скважины» «Oil Wells»                                               | Уильям Эшер | Джесс Оппенхаймер, Мэдлин Пью, Боб Кэрролл мл. | 14 января 1954       | 15 февраля 1954 |
| Люси и Этель узнают, что их новые соседи владеют акциями нефтяных скважин в Техасе. Семьи решили приобрести эти акции, но Люси заподозрила, что они мошенники. |            |                                                                               |             |                                                |                      |                 |
| 85 | 19         | «Рикки выходит из себя» «Ricky Loses His Temper»                              | Уильям Эшер | Джесс Оппенхаймер, Мэдлин Пью, Боб Кэрролл мл. | 21 января 1954       | 22 февраля 1954 |
| У Люси есть план, по которому она обязательно купит себе новую шляпку. Всё, что ей нужно сделать, это заставиться Рикки разозлиться и выйти из себя. |            |                                                                               |             |                                                |                      |                 |
| 86 | 20         | «Домашнее видео» «Home Movies»                                                | Уильям Эшер | Джесс Оппенхаймер, Мэдлин Пью, Боб Кэрролл мл. | 28 января 1954       | 1 марта 1954    |
| Домашнее видео, которое снял Рикки, вдохновили Люси стать профессиональным кинорежиссёром. Когда дебютный телефильм Рикки, со склеенными кадрами, снятыми Люси, показывают мистеру Беннету Грину, поначалу это кажется катастрофой. |            |                                                                               |             |                                                |                      |                 |
| 87 | 21         | «Бонусные баксы» «Bonus Bucks»                                                | Уильям Эшер | Джесс Оппенхаймер, Мэдлин Пью, Боб Кэрролл мл. | 4 февраля 1954       | 8 марта 1954    |
| У Люси есть выигрышная долларовая купюра, из конкурса в газете «Бонусный доллар», но она ускользает от неё. И у неё остается всего несколько часов, чтобы вернуть её и получить выигрыш. |            |                                                                               |             |                                                |                      |                 |
| 88 | 22         | «Отпуск Рикки на Гавайях» «'Ricky's Hawaiian Vacation'»                       | Уильям Эшер | Джесс Оппенхаймер, Мэдлин Пью, Боб Кэрролл мл. | 11 февраля 1954      | 22 марта 1954   |
| Группа Рикки получает предложение выступить в Гонолулу. Люси разыгрывает спектакль, переодевшись в пожилую мать Мерцев, чтобы попасть в телевизионное шоу «Добрые соседи», надеясь собрать достаточно денег, чтобы она и Мерцы смогли поехать туда вместе с ним. |            |                                                                               |             |                                                |                      |                 |
| 89 | 23         | «Люси завидует» «Lucy Is Envious»                                             | Уильям Эшер | Джесс Оппенхаймер, Мэдлин Пью, Боб Кэрролл мл. | 16 февраля 1954 года | 29 марта 1954   |
| После того, как Люси и Этель, случайно обещают пожертвовать пятьсот долларов на благотворительность, которой управляет богатая школьная подруга Люси, девушки, чтобы их заработать притворяются „марсианками“. Приглашённые звёзды: Херб ВигранХерб Вигран в роли Карла Баркса, агента студии по поску кадров.                                                                                      |            |                                                                               |             |                                                |                      |                 |
| 90 | 24         | «Люси пишет роман» «Lucy Writes a Novel»                                      | Уильям Эшер | Джесс Оппенхаймер, Мэдлин Пью, Боб Кэрролл мл. | 4 марта 1954         | 5 апреля 1954   |
| Прочитав в газете о домохозяйке, которая заработала целое состояние (10 тыс. долларов), сочиняя роман в свободное время, Люси пытается сделать то же самое написав роман «Реально унесённые ветром» - однако Рикки, Фреду и Этель не нравится как Люси описала их персонажи, и они стараются помешать изданию книги.                                                                                |            |                                                                               |             |                                                |                      |                 |
| 91 | 25         | «Музыкальный клуб Люси» «'Lucy's Club Dance'»                                 | Уильям Эшер | Джесс Оппенхаймер, Мэдлин Пью, Боб Кэрролл мл. | 11 марта 1954        | 12 апреля 1954  |
| Президенты «Клуба изящных искусств» Люси и Этель выясняют, что в их казне осталось мало средств (1 доллар и 14 центов), поэтому девушки решают собрать деньги для своего клуба, организовав выступление оркестра. |            |                                                                               |             |                                                |                      |                 |
| 92 | 26         | «Чёрный парик» «The Black Wig»                                                | Уильям Эшер | Джесс Оппенхаймер, Мэдлин Пью, Боб Кэрролл мл. | 25 марта 1954        | 19 апреля 1954  |
| Люси надевает чёрный парик, думая, что он меняет её внешность до неузнаваемости. После чего она решает проверить Рикки на супружескую верность. Приглашённые звёзды: Ив МакВиг в роли работницы парикмахерской. |            |                                                                               |             |                                                |                      |                 |
| 93 | 27         | «Закусочная» «The Diner»                                                      | Уильям Эшер | Джесс Оппенхаймер, Мэдлин Пью, Боб Кэрролл мл. | 18 марта 1954        | 26 апреля 1954  |
| Рикки решает бросить шоу-бизнес, и совместно с Мерцами приобретают закусочную. Мерцы борются со всеми сложностями приготовления пищи, в то время как Рикардо только встречают гостей. Но из-за того, что на дороге, рядом с их закусочной, стоит объезд, клиентов у них очень мало. |            |                                                                               |             |                                                |                      |                 |
| 94 | 28         | «Эрни из Теннеси» «Tennessee Ernie Visits»                                    | Уильям Эшер | Джесс Оппенхаймер, Мэдлин Пью, Боб Кэрролл мл. | 1 апреля 1954        | 3 мая 1954      |
| Мать Люси в письме сообщает ей, что Эрни Форд из Теннеси приезжает в большой город, и просит приютить его. Очарованный гостеприимством Люси, он решает остаться у них навсегда. Приглашённые звёзды: Теннесси Эрни Форд появляется в роли Эрни. |            |                                                                               |             |                                                |                      |                 |
| 95 | 29         | «Эрни из Теннеси 2» «Tennessee Ernie Hangs On»                                | Уильям Эшер | Джесс Оппенхаймер, Мэдлин Пью, Боб Кэрролл мл. | 8 апреля 1954        | 10 мая 1954     |
| Эрни, к всеобщему негодованию, всё ещё живёт у Рикардо. На все просьбы, помочь ему с билетом домой, он отказывается. В итоге Люси решает сказать ему, что они с Рикки разорены, и Мерцы их выселяют. |            |                                                                               |             |                                                |                      |                 |
| 96 | 30         | «Игра в гольф» «The Golf Game»                                                | Уильям Эшер | Джесс Оппенхаймер, Мэдлин Пью, Боб Кэрролл мл. | 15 апреля 1954       | 17 мая 1954     |
| Рикки и Фред заинтересовались игрой в гольф, а Люси и Этель хотят разделить с ними их увлечение. Чтобы отпугнуть их от игры, мужчины придумывают сложные и причудливые правила. Профессиональный игрок в гольф, встаёт на сторону девушек, и помогает им проучить мужчин, соревнуясь с ними в игре, и следуя их нелепым правилам. Приглашённые звёзды: Джимми Демаре появляется в роли самого себя. |            |                                                                               |             |                                                |                      |                 |
| 97 | 31         | «Субаренда» «The Sublease»                                                    | Уильям Эшер | Джесс Оппенхаймер, Мэдлин Пью, Боб Кэрролл мл. | 22 апреля 1954       | 24 мая 1954     |
| Рикардо планируют отправиться в поездку в штат Мэн на два месяца, так как там должны состояться выступления оркестра Рикки, в результате чего они сдают свою квартиру в субаренду. Но выяснив, что они поторопились, Люси решает отпугнуть нового жильца. Узнав, что новый жилец был свидетелем в суде по делу об убийстве, Люси и Этель решают инсценировать убийство перед ним.                   |            |                                                                               |             |                                                |                      |                 |

### Сезон 4 (1954—1955)
| № общий | № в сезоне | Название                                               | Режиссёр    | Автор сценария                                 | Дата съёмок      | Дата премьеры   |
| --- | ---------- | ------------------------------------------------------ | ----------- | ---------------------------------------------- | ---------------- | --------------- |
| 98 | 1          | «Бухгалтер» «The Business Manager»                     | Уильям Эшер | Джесс Оппенхаймер, Мэдлин Пью, Боб Кэрролл мл. | 17 июня 1954     | 4 октября 1954  |
| Рикки нанимает бухгалтера, чтобы сократить семейные расходы Люси, и строго ограничить её бюджет. Однако Люси придумывает план, чтобы обхитрить его. Приглашённые звёзды: Чарльз Лэйн в роли бухгалтера. |            |                                                        |             |                                                |                  |                 |
| 99 | 2          | «Мерц и Кёрц» «Mertz and Kurtz»                        | Уильям Эшер | Джесс Оппенхаймер, Мэдлин Пью, Боб Кэрролл мл. | 1 июля 1954      | 11 октября 1954 |
| Чтобы помочь Фреду произвести впечатление на своего бывшего партнера по водевилю Берни Кёрца, Люси соглашается представиться прислугой Мерцев. Приглашённые звёзды: Чарльз Виннингер в роли Берни Кёрца. |            |                                                        |             |                                                |                  |                 |
| 100 | 3          | «Люси волком воет» «Lucy Cries Wolf»                   | Уильям Эшер | Джесс Оппенхаймер, Мэдлин Пью, Боб Кэрролл мл. | 3 июня 1954      | 18 октября 1954 |
| Чтобы выяснить насколько сильно Рикки её любит, Люси звонит ему во время репетиции и говорит, что у них в квартире грабитель, но Рикки ей не верит. В итоге, после двух попыток, Люси остаётся связанной и с кляпом во рту, настоящими грабителями. |            |                                                        |             |                                                |                  |                 |
| 101 | 4          | «Сваха» «The Matchmaker»                               | Уильям Эшер | Джесс Оппенхаймер, Мэдлин Пью, Боб Кэрролл мл. | 10 июня 1954     | 25 октября 1954 |
| Люси решила снова стать свахой, и приглашает свою подругу Дороти, а также её кавалера на уютный ужин в квартиру Рикардо. Во время этого ужина, она надеется преподнести пример семейного счастья и блаженства. |            |                                                        |             |                                                |                  |                 |
| 102 | 5          | «Шоу «Мистер и миссис»» «Mr. and Mrs. TV Show»         | Уильям Эшер | Джесс Оппенхаймер, Мэдлин Пью, Боб Кэрролл мл. | 24 июня 1954     | 1 ноября 1954*  |
| У Рикки появляется шанс сделать домашнюю рекламу товара «От Пипса», и Люси хочет в ней участвовать. Всё идёт хорошо, пока Люси не обнаруживает, что Рикки согласился на её участие только потому, что на этом настаивал сам спонсор. Примечание:* Изначально запланированная сетевая трансляция этого эпизода была отменена. В итоге он вышел в эфир, только в понедельник, 11 апреля 1955 года. |            |                                                        |             |                                                |                  |                 |
| 103 | 6          | «Рикки предлагают роль в кино» «'Ricky's Movie Offer'» | Уильям Эшер | Джесс Оппенхаймер, Мэдлин Пью, Боб Кэрролл мл. | 16 сентября 1954 | 8 ноября 1954   |
| Голливудский менеджер по поиску талантов, хочет устроить прослушивание для Рикки, для фильма о жизни Дон Жуана. Однако кроме Рикки, попасть на прослушивание, очень много желающих. Приглашённые звёзды: Фрэнк Нельсон в роли голливудского менеджера. |            |                                                        |             |                                                |                  |                 |
| 104 | 7          | «Кинопробы Рикки» «'Ricky's Screen Test'»              | Уильям Эшер | Джесс Оппенхаймер, Мэдлин Пью, Боб Кэрролл мл. | 23 сентября 1954 | 15 ноября 1954  |
| Рикки просит о помощи Люси, во время его участия в кинопробах для Голливуда в роли Дон Жуана. Но Люси решила, что это её шанс проявить и себя. |            |                                                        |             |                                                |                  |                 |
| 105 | 8          | «Свекровь Люси» «'Lucy's Mother-In-Law'»               | Уильям Эшер | Джесс Оппенхаймер, Мэдлин Пью, Боб Кэрролл мл. | 30 сентября 1954 | 22 ноября 1954  |
| Получив письмо от мамы Рикки, в котором написано, о её скором визите, Люси волнуется и хочет произвести хорошее впечатление. И в подготовке к первой встрече с кубинской свекровью, Люси отчаянно пытается усовершенствовать свои навыки в испанском языке. |            |                                                        |             |                                                |                  |                 |
| 106 | 9          | «День рождения Этель» «'Ethel's Birthday'»             | Уильям Эшер | Джесс Оппенхаймер, Мэдлин Пью, Боб Кэрролл мл. | 7 октября 1954   | 29 ноября 1954  |
| Фред просил Люси помочь ему выбрать что-нибудь особенное, чтобы подарить Этель на день рождения. Этель открывает подарок, а затем жалуется, что подарки Фреда становятся хуже с каждым годом. |            |                                                        |             |                                                |                  |                 |
| 107 | 10         | «Контракт Рикки» «'Ricky's Contract'»                  | Уильям Эшер | Джесс Оппенхаймер, Мэдлин Пью, Боб Кэрролл мл. | 14 октября 1954  | 6 декабря 1954  |
| Рикки всё ещё ждёт результатов своих кинопроб, и его тревожное состояние начинает действовать всем на нервы. Всё становится ещё хуже, когда Фред оставляет записку, в которой говорится, что Рикки получил роль, но звонок так и не поступал. Примечание: Согласно пресс-релизу «CBS» от 14 августа 1954 года, этот эпизод планировали снять в цвете, но в итоге планы были отклонены. |            |                                                        |             |                                                |                  |                 |
| 108 | 11         | «Подготовка» «Getting Ready»                           | Уильям Эшер | Джесс Оппенхаймер, Мэдлин Пью, Боб Кэрролл мл. | 21 октября 1954  | 13 декабря 1954 |
| Рикардо и Мерцы уже готовы отправляться в Калифорнию, пока не увидели старинный автомобиль, который Фред купил для этой поездки. |            |                                                        |             |                                                |                  |                 |
| 109 | 12         | «Люси учится водить» «Lucy Learns To Drive»            | Уильям Эшер | Джесс Оппенхаймер, Мэдлин Пью, Боб Кэрролл мл. | 28 октября 1954  | 3 января 1955   |
| Рикки делает ошибку, согласившись научить Люси, водить его совершенно новую машину. После того как она показала Этель как работает автомобиль, они врезаются в другую машину, и чтобы вовремя всё исправить она должна отцепить их друг от друга. |            |                                                        |             |                                                |                  |                 |
| 110 | 13         | «Мы едем в Калифорнию!» «California, Here We Come!»    | Уильям Эшер | Джесс Оппенхаймер, Мэдлин Пью, Боб Кэрролл мл. | 4 ноября 1954    | 10 января 1955  |
| Люси и Рикки уже готовы отправиться в Лос-Анджелес, когда появляются новые затруднения: мать Люси решает присоединиться к ним. К тому же их автомобиль оказывается чрезвычайно перегружен багажом, привязанный к нему со всех сторон. Приглашённые звёзды: Кэтрин Кард появляется в роли миссис МакГилликадди, матери Люси. |            |                                                        |             |                                                |                  |                 |
| 111 | 14         | «Первая остановка» «First Stop»                        | Уильям Эшер | Джесс Оппенхаймер, Мэдлин Пью, Боб Кэрролл мл. | 11 ноября 1954   | 17 января 1955  |
| После долгой безостановочной езды, Рикардо и Мерцы останавливаются в «One Oak Cabins and Cafe», захудалое заведение неподалёку от Цинцинати, в котором ничего нет из еды, кроме бутербродов с сыром. Владелец предлагает разместиться вчетвером в небольшой комнате с ванной. На единственной кровати лежит губчатый, провисающий матрас, а когда приближается поезд, кровать начинает перемещаться по всей комнате. Приглашённые звёзды: Ветеран кинематографа Олин Ховлин появляется в роли владельца кафе.                                                    |            |                                                        |             |                                                |                  |                 |
| 112 | 15         | «Задержка в Теннесси» «Tennessee Bound»                | Уильям Эшер | Джесс Оппенхаймер, Мэдлин Пью, Боб Кэрролл мл. | 18 ноября 1954   | 24 января 1955  |
| Из-за спешки Люси в Калифорнию, Рикардо и Мерцев сажают в тюрьму в Бент-Форк, штат Теннесси, в родном городе их любимого „кузена“ из Теннеси Эрни Форда. Приглашённые звёзды: Будущий телепродюсер Аарон Спеллинг играет небольшую роль в качестве оператора АЗС. |            |                                                        |             |                                                |                  |                 |
| 113 | 16         | «Родной город Этель» «'Ethel's Home Town'»             | Уильям Эшер | Джесс Оппенхаймер, Мэдлин Пью, Боб Кэрролл мл. | 25 ноября 1954   | 31 января 1955  |
| Рикардо и Мерцы приезжают в родной город Этель, Альбукерке, штат Нью-Мексико, и навещают её отца. Люси, Рикки и Фред потрясены, когда горожане устраивают для Этель большой приём, так как она сказала всем, что является начинающей звездой. |            |                                                        |             |                                                |                  |                 |
| 114 | 17         | «Вот и Лос-Анджелес» «L.A., At Last»                   | Уильям Эшер | Джесс Оппенхаймер, Мэдлин Пью, Боб Кэрролл мл. | 2 декабря 1954   | 7 февраля 1955  |
| Прибыв в Голливуд, Люси отправляется охотиться за кинозвёздами в ресторан «Brown Derby», где встречает Ив Арден и Уильяма Холдена. Люси начинают раздражать Холдена, постоянно смотря на него из-за цветочного растения, а затем случайно сталкивает официанта, который опрокидывает на Холдена торт. Когда Рикки приводит Холдена в свой гостиничный номер, чтобы познакомить с женой, Люси вынуждена замаскироваться, соорудив нос из замазки и надев очки, что бы тот её не узнал. Приглашённые звёзды: Уильям Холден и Ив Арден появляются в роли самих себя |            |                                                        |             |                                                |                  |                 |
| 115 | 18         | «Дон Жуан и старлетки» «Don Juan and the Starlets»     | Уильям Эшер | Джесс Оппенхаймер, Мэдлин Пью, Боб Кэрролл мл. | 9 декабря 1954   | 14 февраля 1955 |
| Чтобы создать Рикки репутацию Дон Жуана, ему вручают билеты в кинотеатр. Оставив Люси одну дома, он уходит смотреть фильм с четырьмя старлетками. Затем он сталкивается с разгорячённой Люси, которая уверена, что её муж не ночевал дома. |            |                                                        |             |                                                |                  |                 |
| 116 | 19         | «Люси снимается в кино» «Lucy Gets Into Pictures»      | Уильям Эшер | Джесс Оппенхаймер, Мэдлин Пью, Боб Кэрролл мл. | 16 декабря 1954  | 21 февраля 1955 |
| Люси наконец выпадает шанс - она получает роль убитой танцовщицы в большом «мюзикле от MGM», но головной убор от костюма настолько большой, что она не может его удержать на голове. |            |                                                        |             |                                                |                  |                 |
| 117 | 20         | «Показ мод» «The Fashion Show»                         | Уильям Эшер | Джесс Оппенхаймер, Мэдлин Пью, Боб Кэрролл мл. | 23 декабря 1954  | 28 февраля 1955 |
| Люси решительно настроена иметь в своей коллекции хоть одно платье от кутюрье Дона Лопера, зачем и приходит в его магазин. В процессе выбора платья, её приглашают на благотворительный показ мод «Голливудские жёны», в котором участвуют жёны кинозвёзд. Но ей приходится надеть колючий твидовый костюм, при том, что она недавно получила солнечный ожог. |            |                                                        |             |                                                |                  |                 |
| 118 | 21         | «Колонка Хедды Хоппер» «The Hedda Hopper Story»        | Уильям Эшер | Джесс Оппенхаймер, Мэдлин Пью, Боб Кэрролл мл. | 3 февраля 1955   | 14 марта 1955   |
| Рикки нанимает агента, который придумывает рекламный трюк, благодаря которому он попадёт к колонку сплетен о знаменитостях Хедды Хоппер. Они планируют, что Рикки „спасет“ Люси после её падения в бассейн отеля. |            |                                                        |             |                                                |                  |                 |
| 119 | 22         | «Съёмки откладываются» «Don Juan Is Shelved»           | Уильям Эшер | Джесс Оппенхаймер, Мэдлин Пью, Боб Кэрролл мл. | 10 февраля 1955  | 21 марта 1955   |
| Когда продюсер Дор Шэри решает отложить съёмки фильма «Дон Жуан», Люси организуют общественный опрос на талант Рикки. Приглашённые звёзды: Филип Обер (который в то время был мужем Вивиан Вэнс) появился в роли Шерри. |            |                                                        |             |                                                |                  |                 |
| 120 | 23         | «Танцы с быками» «Bull Fight Dance»                    | Уильям Эшер | Джесс Оппенхаймер, Мэдлин Пью, Боб Кэрролл мл. | 17 февраля 1955  | 28 марта 1955   |
| Приглашённая выступить в испанском танцевальном номере на шоу Рикки «Фонд сердца», Люси представляет себя экзотической сеньоритой. Но у Рикки на уме совсем другой образ для неё. |            |                                                        |             |                                                |                  |                 |
| 121 | 24         | «Годовщина в Голливуде» «Hollywood Anniversary»        | Уильям Эшер | Джесс Оппенхаймер, Мэдлин Пью, Боб Кэрролл мл. | 24 февраля 1955  | 4 апреля 1955   |
| Рикки забыл дату годовщины их свадьбы, но он убеждает Люси, что знал о ней всё время, и даже заказал вечеринку в честь этого. |            |                                                        |             |                                                |                  |                 |
| 122 | 25         | «Звезда по соседству» «The Star Upstairs»              | Уильям Эшер | Джесс Оппенхаймер, Мэдлин Пью, Боб Кэрролл мл. | 3 марта 1955     | 18 апреля 1955  |
| Люси узнает, что прямо над ними поселилась звезда Корнел Уайлд. И что бы увидеть его, Люси сначала переодевается в посыльного, а потом проникает к нему в тележке для еды. Но покинуть его номер оказывает куда сложнее. Приглашённые звёзды: Корнел Уайлд появляется в роли самого себя. Примечание: Уильям Фроули не появляется в этом эпизоде. |            |                                                        |             |                                                |                  |                 |
| 123 | 26         | «В Палм Спрингс» «In Palm Springs»                     | Уильям Эшер | Джесс Оппенхаймер, Мэдлин Пью, Боб Кэрролл мл. | 17 марта 1955    | 25 апреля 1955  |
| Расстроенные из-за ссоры со своими мужьями, по поводу раздражающих привычек друг друга, Люси и Этель уезжают на выходные в Палм-Спрингс, где сталкиваются с Роком Хадсоном. Приглашённые звёзды: Рок Хадсон появляется в роли самого себя. |            |                                                        |             |                                                |                  |                 |
| 124 | 27         | «Танцующая звезда» «The Dancing Star»                  | Уильям Эшер | Джесс Оппенхаймер, Мэдлин Пью, Боб Кэрролл мл. | 31 марта 1955    | 2 мая 1955      |
| Кэролайн Эпплби, подруга Люси, приехала в гости из Нью-Йорка, и хочет встретиться с некоторыми из знаменитостей, с которыми успела подружиться Люси. Начиная с Вана Джонсона, который начинает репетировать свой новый танцевальный номер, в отеле, где живут Рикардо. Приглашённые звёзды: Ван Джонсон появляется в роли самого себя. |            |                                                        |             |                                                |                  |                 |
| 125 | 28         | «Случай с Харпо Марксом» «Harpo Marx»                  | Уильям Эшер | Джесс Оппенхаймер, Мэдлин Пью, Боб Кэрролл мл. | 24 марта 1955    | 9 мая 1955      |
| Люси сказала Кэролайн Эпплби, что дружит с несколькими настоящими знаменитостями. И та просит познакомить её с ними. Переодевшись как Кларк Гейбл, Гэри Купер и другие знаменитости, ей удаётся обмануть близорукую Кэролайн. Однако, когда появляется настоящий Харпо Маркс, он обнаруживает Люси, одетую так же, как и он. Приглашённые звёзды: Харпо Маркс появляется в роли самого себя. |            |                                                        |             |                                                |                  |                 |
| 126 | 29         | «Рикки нужен агент» «Ricky Needs an Agent»             | Уильям Эшер | Джесс Оппенхаймер, Мэдлин Пью, Боб Кэрролл мл. | 7 апреля 1955    | 16 мая 1955     |
| Люси притворяется агентом Рикки и пытается обмануть студийного менеджера, в том, что Рикки предлагают главную роль на Бродвее. В результате чего Рикки освобождают от контракта со студией. Приглашённые звёзды: Парли Баэр появляется в роли студийного менеджера. |            |                                                        |             |                                                |                  |                 |
| 127 | 30         | «Экскурсия» «The Tour»                                 | Уильям Эшер | Джесс Оппенхаймер, Мэдлин Пью, Боб Кэрролл мл. | 14 апреля 1955   | 30 мая 1955     |
| Люси и Этель покупают билеты на автобусную экскурсию по Беверли Хиллз, где живут кинозвёзды, собирая грейпфруты на заднем дворе Ричарда Уидмарка, она попадает в ловушку. Приглашённые звёзды: Ричард Уидмарк появляется в роли самого себя. |            |                                                        |             |                                                |                  |                 |

### Сезон 5 (1955—1956)
| № общий | № в сезоне | Название                                                            | Режиссёр       | Автор сценария                                                            | Дата съёмок      | Дата премьеры   |
| --- | ---------- | ------------------------------------------------------------------- | -------------- | ------------------------------------------------------------------------- | ---------------- | --------------- |
| 128 | 1          | «Люси у театра Граумана» «'Lucy Visits Grauman's'»                  | Джеймс В. Керн | Джесс Оппенхаймер, Мэдлин Пью, Боб Кэрролл мл., Боб Шиллер и Боб Вейскопф | 9 сентября 1955  | 3 октября 1955  |
| Прогуливаясь возле китайского театра Граумана Люси обнаруживает, что цементная плита со следами ног Джона Уэйна сошла с места. Она уговаривает Этель помочь ей украсть плиту, а когда они убегают с места, Люси случайно попадает ногой в ведро с цементом. |            |                                                                     |                |                                                                           |                  |                 |
| 129 | 2          | «Люси и Джон Уэйн» «Lucy и John Wayne»                              | Джеймс В. Керн | Джесс Оппенхаймер, Мэдлин Пью, Боб Кэрролл мл., Боб Шиллер и Боб Вейскопф | 15 сентября 1955 | 10 октября 1955 |
| После того как была украдена цементная плита Джона Уэйна, полиция начала проводить расследование, тем временем Люси и Этель случайно её разбивают. А Рикки пытается уговорить Джона Уэйна помочь ему, восстановить плиту, но всё идет наперекосяк. Приглашённые звёзды: Джон Уэйн появляется в роли самого себя. |            |                                                                     |                |                                                                           |                  |                 |
| 130 | 3          | «Люси и манекен» «Lucy и the Dummy»                                 | Джеймс В. Керн | Джесс Оппенхаймер, Мэдлин Пью, Боб Кэрролл мл., Боб Шиллер и Боб Вейскопф | 22 сентября 1955 | 17 октября 1955 |
| «MGM» просит Рикки выступить на вечеринке для руководителей студии, но у него другие планы - отдохнуть на рыбалке. А Люси считает, что шоу должно состояться любой ценой, в результате чего ей предлагают контракт. |            |                                                                     |                |                                                                           |                  |                 |
| 131 | 4          | «Рикки продаёт машину» «Ricky Sells the Car»                        | Джеймс В. Керн | Джесс Оппенхаймер, Мэдлин Пью, Боб Кэрролл мл., Боб Шиллер и Боб Вейскопф | 29 сентября 1955 | 24 октября 1955 |
| Рикки продаёт машину и покупает билеты на поезд обратно до Нью-Йорка, на восточный экспресс. Увлечённый семейной скидкой, он совершенно забывает про Мерцев. |            |                                                                     |                |                                                                           |                  |                 |
| 132 | 5          | «Ограбление поезда» «The Great Train Robbery»                       | Джеймс В. Керн | Джесс Оппенхаймер, Мэдлин Пью, Боб Кэрролл мл., Боб Шиллер и Боб Вейскопф | 6 октября 1955   | 31 октября 1955 |
| Во время поездки в поезде, которая знаменует собой окончание голливудской жизни, Люси путает вора драгоценностей с обычным человеком. Но это не единственная причина их приключений в дороге, Люси постоянно тянет трос аварийного тормоза. Приглашённые звёзды: Фрэнк Нельсон в роли кондуктора. |            |                                                                     |                |                                                                           |                  |                 |
| 133 | 6          | «Возвращение домой» «Homecoming»                                    | Джеймс В. Керн | Джесс Оппенхаймер, Мэдлин Пью, Боб Кэрролл мл., Боб Шиллер и Боб Вейскопф | 20 октября 1955  | 7 ноября 1955   |
| Вернувшись в Манхэттен, Рикки окружают взволнованные друзья, желающие узнать о его фильме. Но вскоре даже Люси начинает к нему относиться как к звезде. |            |                                                                     |                |                                                                           |                  |                 |
| 134 | 7          | «Шоу «Лицом к лицу»» «Face to Face»                                 | Джеймс В. Керн | Джесс Оппенхаймер, Мэдлин Пью, Боб Кэрролл мл., Боб Шиллер и Боб Вейскопф | 20 октября 1955  | 14 ноября 1955  |
| Люси и Рикки должны дать интервью и появиться на теле-шоу Эдди Уоррена «Лицом к лицу», съёмки которого будут проходить у них дома. Но новый агент Рикки говорит, что их квартира „жалкая лачуга“, и настаивает, чтобы они переехали в пентхаус на Парк Авеню. Приглашённые звёзды: Эллиот Рид в роли Эдди Уоррена. |            |                                                                     |                |                                                                           |                  |                 |
| 135 | 8          | «Люси на родео» «Lucy Goes to a Rodeo»                              | Джеймс В. Керн | Джесс Оппенхаймер, Мэдлин Пью, Боб Кэрролл мл., Боб Шиллер и Боб Вейскопф | 27 октября 1955  | 28 ноября 1955  |
| Рикки встревожен, узнав, что он записан не на радио-шоу, а на шоу родео-шоу. Когда выясняется, что свободных артистов нет, он неохотно обращается к Люси и Мерцам. |            |                                                                     |                |                                                                           |                  |                 |
| 136 | 9          | «Детский сад» «Nursery School»                                      | Джеймс В. Керн | Джесс Оппенхаймер, Мэдлин Пью, Боб Кэрролл мл., Боб Шиллер и Боб Вейскопф | 3 ноября 1955    | 5 декабря 1955  |
| Люси не в восторге от разлуки с маленьким Рикки, но Рикки настаивает, чтобы мальчик начал ходить в детский сад. А когда ребёнок простужается и должен остаться в больнице, она очень волнуется, что он пропустит детский сад. |            |                                                                     |                |                                                                           |                  |                 |
| 137 | 10         | «Рикки едет в тур по Европе» «'Ricky's European Booking'»           | Джеймс В. Керн | Джесс Оппенхаймер, Мэдлин Пью, Боб Кэрролл мл., Боб Шиллер и Боб Вейскопф | 10 ноября 1955   | 12 декабря 1955 |
| Группа Рикки подписывает договор о туре по Европе, и девушки могут отправиться с ним, только если найдут достаточно денег, чтобы оплатить свой проезд. Они устраивают розыгрыш в пользу вымышленной благотворительной компании «Помощь женщинам за границей», и их почти арестовывают за это, пока реальный президент организации не появляется на мероприятии, чтобы собрать всю выручку. Приглашённые звёзды: Барни Филлипс в роли окружного прокурора, который допрашивал Люси о благотворительном вечере «Помощь женщинам за границей». Примечание: Рикки и его оркестр записывают песню «Навеки, дорогая» для предстоящего туре, песня является саундтреком к одноимённому фильму Болл и Арнаса «Навеки, дорогая» (1956). |            |                                                                     |                |                                                                           |                  |                 |
| 138 | 11         | «Паспорт» «The Passports»                                           | Джеймс В. Керн | Джесс Оппенхаймер, Мэдлин Пью, Боб Кэрролл мл., Боб Шиллер и Боб Вейскопф | 17 ноября 1955   | 19 декабря 1955 |
| Люси нужно её свидетельство о рождении, чтобы получить паспорт для поездки в Европу, но в Джеймстауне нет никаких записей о её рождении. Она придумывает способ отправиться в Европу вместе с остальными, спрятавшись в большом пароходном сундуке, и оказывается запертой там, вместе с ключом. Примечание: Её место рождения - шутка, Люсиль Болл, как и её героиня, родилась в Западном Джеймстауне, штат Нью-Йорк. |            |                                                                     |                |                                                                           |                  |                 |
| 139 | 12         | «Паром на Стейтен Айленд» «Staten IѕӀи Ferry»                       | Джеймс В. Керн | Джесс Оппенхаймер, Мэдлин Пью, Боб Кэрролл мл., Боб Шиллер и Боб Вейскопф | 24 ноября 1955   | 2 января 1956   |
| Рикардо и Мерцы уже готовы отправиться в Европу, когда Фред сообщает, что страдает от морской болезни. Рикки предлагает ему таблетки от морской болезни, но от них быстро клонит в сон. Приглашённые звёзды: Чарльз Лэйн появляется в роли работника паспортного стола. |            |                                                                     |                |                                                                           |                  |                 |
| 140 | 13         | «Счастливого пути» «Bon Voyage»                                     | Джеймс В. Керн | Джесс Оппенхаймер, Мэдлин Пью, Боб Кэрролл мл., Боб Шиллер и Боб Вейскопф | 1 декабря 1955   | 16 января 1956  |
| После посадки на океанский лайнер «SS Constitution», Люси выходит на берег, чтобы поцеловать маленького Рикки на прощание, и лайнер отплывает без неё. Приглашённые звёзды: Джек Альбертсон появляется в роли агента доков. Примечание: Деси Арнас в нескольких интервью утверждал, что этот эпизод был самым дорогим в производстве. Этот эпизод вдохновил «Desilu» на создание картины «Вертушки» с Кеннетом Тоби. |            |                                                                     |                |                                                                           |                  |                 |
| 141 | 14         | «Второй медовый месяц» «Second Honeymoon»                           | Джеймс В. Керн | Джесс Оппенхаймер, Мэдлин Пью, Боб Кэрролл мл., Боб Шиллер и Боб Вейскопф | 8 декабря 1955   | 23 января 1956  |
| Люси планирует из океанского путешествия сделать второй медовый месяц, но у Рикки уж есть расписание выступлений его оркестра на борту лайнера. Когда ей это надоедает, она придумывает способ, как проводить с ним больше времени несмотря ни на что, но случайно застревает в иллюминаторе |            |                                                                     |                |                                                                           |                  |                 |
| 142 | 15         | «Королевский приём» «Lucy Meets the Queen»                          | Джеймс В. Керн | Джесс Оппенхаймер, Мэдлин Пью, Боб Кэрролл мл., Боб Шиллер и Боб Вейскопф | 15 декабря 1955  | 30 января 1956  |
| В свой первый день в Лондоне Люси и Этель отправляются на поиски королевы Елизаветы II, но им не везёт. Когда они возвращаются в отель, Рикки говорит ей, что следующим вечером, он и его музыканты будут представлены королеве, после шоу в Лондонском Палладиуме. Приглашённые звёзды: Нэнси Кулп появляется в роли горничной. |            |                                                                     |                |                                                                           |                  |                 |
| 143 | 16         | «Охота на лису» «The Fox Hunt»                                      | Джеймс В. Керн | Джесс Оппенхаймер, Мэдлин Пью, Боб Кэрролл мл., Боб Шиллер и Боб Вейскопф | 22 декабря 1955  | 6 февраля 1956  |
| Люси хочет провести уик-энд в британском поместье, но Рикки берёт с неё обещание, что она не будет пытаться вытянуть приглашение туда из сэра Клайва Ричардсона, с которым он планирует поговорить о делах. Приглашённые звёзды: Хиллари Брук появляется в роли Энджели Ричардсон. |            |                                                                     |                |                                                                           |                  |                 |
| 144 | 17         | «Люси в Шотландии» «Lucy Goes to ScotӀи»                            | Джеймс В. Керн | Джесс Оппенхаймер, Мэдлин Пью, Боб Кэрролл мл., Боб Шиллер и Боб Вейскопф | 6 января 1956    | 20 февраля 1956 |
| В этом эпизоде с музыкальными номерами, основанный на мюзикле «Бригадун», Люси оказывается в своей родной деревне в Шотландии. Жители деревни очень рады её приезду, потому что в этот год они должны принести в жертву одного из рода МакГилликадди двуглавому дракону (Фред и Этель) - и до появления Люси жители считались проклятыми. Будет ли Скотти Мактавиш Макдугал МакАрдо (Рикки) сражаться с драконом, чтобы спасти жизнь Люси? Примечание: МакГилликадди это ирландская фамилия. |            |                                                                     |                |                                                                           |                  |                 |
| 145 | 18         | «Наконец-то, Париж!» «Paris at Last»                                | Джеймс В. Керн | Джесс Оппенхаймер, Мэдлин Пью, Боб Кэрролл мл., Боб Шиллер и Боб Вейскопф | 12 января 1956   | 27 февраля 1956 |
| Рикардо и Мерцы прибывают в Париж, и возле офиса «American Express» им предлагают обменять деньги, без очереди. В результате чего, она оказывается в полицейском участке из-за того, что пытались расплатиться поддельными франками. |            |                                                                     |                |                                                                           |                  |                 |
| 146 | 19         | «Люси и Шарль Буайе» «Lucy Meets Charles Boyer»                     | Джеймс В. Керн | Джесс Оппенхаймер, Мэдлин Пью, Боб Кэрролл мл., Боб Шиллер и Боб Вейскопф | 19 января 1956   | 5 марта 1956    |
| У Рикки за ланчем назначена встреча с Шарлем Буайе, и он старается держать Люси подальше от него. Приглашённые звёзды: Шарль Буайе появляется в роли самого себя. |            |                                                                     |                |                                                                           |                  |                 |
| 147 | 20         | «Люси покупает парижское платье» «Lucy Gets a Paris Gown»           | Джеймс В. Керн | Джесс Оппенхаймер, Мэдлин Пью, Боб Кэрролл мл., Боб Шиллер и Боб Вейскопф | 16 февраля 1956  | 19 марта 1956   |
| После того как Люси объявляет не настоящую голодовку, чтобы купить парижское платье, Рикки и Фред решают проучить девушек, создав подделку оригинального платья из картофельных мешков. |            |                                                                     |                |                                                                           |                  |                 |
| 148 | 21         | «Люси в Швейцарских Альпах» «Lucy in the Swiss Alps»                | Джеймс В. Керн | Джесс Оппенхаймер, Мэдлин Пью, Боб Кэрролл мл., Боб Шиллер и Боб Вейскопф | 23 февраля 1956  | 26 марта 1956   |
| Рикардо и Мерцы занимаются альпинизмом в швейцарских Альпах, и застревают в хижине с маленьким запасом еды, после внезапной лавины. |            |                                                                     |                |                                                                           |                  |                 |
| 149 | 22         | «Как Люси в Италии заскучала по дому» «Lucy Gets Homesick in Italy» | Джеймс В. Керн | Джесс Оппенхаймер, Мэдлин Пью, Боб Кэрролл мл., Боб Шиллер и Боб Вейскопф | 1 марта 1956     | 9 апреля 1956   |
| Находясь во Флоренции Люси, скучает по маленькому Рикки, по случаю его дня рождения. Она спускается и поднимается по лестнице, в ожидании долгого и дорогого телефонного звонка. А затем устраивает импровизированную вечеринку для нескольких итальянских детей, которые утверждают, что это и их день рождения тоже. |            |                                                                     |                |                                                                           |                  |                 |
| 150 | 23         | «Люси в итальянском кино» «'Lucy's Italian Movie'»                  | Джеймс В. Керн | Джесс Оппенхаймер, Мэдлин Пью, Боб Кэрролл мл., Боб Шиллер и Боб Вейскопф | 8 марта 1956     | 16 апреля 1956  |
| По дороге в Рим итальянский продюсер предлагает Люси роль в фильме под названием «Терпкий виноград». Поэтому она принимает решение устроиться на работу на виноградник, чтобы немного приобщиться к „местному колориту“. В этом эпизоде показывают знаменитую сцену, в которой Люси топчет виноград и затевает драку, со своим товарищем. Но из-за своего долгого отсутствия она упускает роль в фильме. Примечание: В 1977 году «TV Guide» разместил этот эпизод на 18 месте в своём рейтинге «100 величайших эпизодов». В сериале «Уилл и Грейс» от 9 апреля 2020 Меган Маллалли в роли Люси и Лесли Джордан в роли женщины-итальянки воссоздали сцену с топтанием винограда.                                                |            |                                                                     |                |                                                                           |                  |                 |
| 151 | 24         | «Люси устраивает велопробег» «'Lucy's Bicycle Trip'»                | Джеймс В. Керн | Джесс Оппенхаймер, Мэдлин Пью, Боб Кэрролл мл., Боб Шиллер и Боб Вейскопф | 22 марта 1956    | 23 апреля 1956  |
| Люси организует для Рикардо и Мерцев велопробег от Итальянской Ривьеры до Ниццы. Но она не знает ничего о пересечённой местности, о расстоянии, об усталости... и о том, куда она положила свой паспорт. А пограничник отказывается пропускать её через контрольно-пропускной пункт. |            |                                                                     |                |                                                                           |                  |                 |
| 152 | 25         | «Люси в Монте-Карло» «Lucy Goes to Monte Carlo»                     | Джеймс В. Керн | Джесс Оппенхаймер, Мэдлин Пью, Боб Кэрролл мл., Боб Шиллер и Боб Вейскопф | 29 марта 1956    | 7 мая 1956      |
| Рикки заявляет, что Люси запрещено посещать казино «Монте-Карло», но она и Этель „случайным образом“ оказываются там за ужином. Когда Люси выигрывает целое состояние, то пытается скрыть это от Рикки, но вскоре Рикки находит деньги в чемодане Этель, и обвиняет Фреда в жульничестве. |            |                                                                     |                |                                                                           |                  |                 |
| 153 | 26         | «Возвращение домой из Европы» «Return Home from Europe»             | Джеймс В. Керн | Джесс Оппенхаймер, Мэдлин Пью, Боб Кэрролл мл., Боб Шиллер и Боб Вейскопф | 5 апреля 1956    | 14 мая 1956     |
| Возвращаясь домой из Европы, Люси пытается избежать уплаты пошлин, замаскировав большой кусок итальянского сыра под младенца, чем приводит в ужас молодую мать, сидящую рядом с ней в самолёте. Приглашённые звёзды: Фрэнк Нельсон в роли работника таможни, и Мэри Джейн Крофт в роли молодой матери. |            |                                                                     |                |                                                                           |                  |                 |

### Сезон 6 (1956—1957)
| № общий | № в сезоне | Название                                                                             | Режиссёр       | Автор сценария                                           | Дата съёмок         | Дата премьеры   |
| --- | ---------- | ------------------------------------------------------------------------------------ | -------------- | -------------------------------------------------------- | ------------------- | --------------- |
| 154 | 1          | «Люси и Боб Хоуп» «Lucy and Bob Hope»                                                | Джеймс В. Керн | Мэдлин Дэвис, Боб Кэрролл мл., Боб Шиллер и Боб Вейскопф | 5 июня 1956         | 5 июня 1956     |
| Увидев Боба Хоупа на стадионе Янки, Люси надеется уговорить его появиться в клубе Рикки. Но чтобы подобраться к нему ближе, она сначала переодевается продавщицей хот-догов, затем жующей табак бейсболисткой, а потом присоединяется к Бобу и Рикки, чтобы выступить вместе с ними в клубе. Приглашённые звёзды: Боб Хоуп появляется в роли самого себя. Примечание: Ричард Кит впервые появляется в роли маленького Рикки. |            |                                                                                      |                |                                                          |                     |                 |
| 155 | 2          | «Маленький Рикки учится играть на барабанах» «Little Ricky Learns to Play the Drums» | Джеймс В. Керн | Мэдлин Дэвис, Боб Кэрролл мл., Боб Шиллер и Боб Вейскопф | 28 июня 1956        | 8 октября 1956  |
| Маленький Рикки учиться играть на барабанах, и родители всячески одобряют его увлечение. Но непрерывная игра ребёнка, на музыкальном инструменте, угрожает дружбе Рикардо и Мерцев. |            |                                                                                      |                |                                                          |                     |                 |
| 156 | 3          | «Люси знакомится с Орсоном Уэллсом» «Lucy Meets Orson Welles»                        | Джеймс В. Керн | Мэдлин Дэвис, Боб Кэрролл мл., Боб Шиллер и Боб Вейскопф | 14 июня 1956        | 15 октября 1956 |
| Люси получает работу в качестве ассистентки Орсона Уэллса, во время его выступления в клубе Рикки. Но он планирует делать магический номер, а Люси готовилась играть Шекспира. Приглашённые звёзды: Орсон Уэллс появляется в роли самого себя. |            |                                                                                      |                |                                                          |                     |                 |
| 157 | 4          | «Маленький Рикки боится выступать» «Little Ricky Gets Stage Fright»                  | Джеймс В. Керн | Мэдлин Дэвис, Боб Кэрролл мл., Боб Шиллер и Боб Вейскопф | 21 июня 1956        | 22 октября 1956 |
| Перед своим первым школьным выступлением с музыкальным оркестром, маленький Рикки боится выйти на сцену. Приглашённые звёзды: Ховард МакНир появляется в роли мистера Кроуфорда, музыкального учителя в школе Рикки. |            |                                                                                      |                |                                                          |                     |                 |
| 158 | 5          | «Гость из Италии» «Visitor from Italy»                                               | Джеймс В. Керн | Мэдлин Дэвис, Боб Кэрролл мл., Боб Шиллер и Боб Вейскопф | 24 сентября 1956    | 29 октября 1956 |
| Когда венецианский гондольер, с которыми Рикардо познакомились в Европе, появляется в Нью-Йорке, он навещает Рикардо и Мерцев. Серия неудач приводит к тому, что Люси начинает работать в пиццерии. Приглашённые звёзды: Джей Новелло появляется в роли гондольера, это его третье и последнее появление в сериале. |            |                                                                                      |                |                                                          |                     |                 |
| 159 | 6          | «Отъезд во Флориду» «Off to Florida»                                                 | Джеймс В. Керн | Мэдлин Дэвис, Боб Кэрролл мл., Боб Шиллер и Боб Вейскопф | 13 сентября 1956    | 12 ноября 1956  |
| Направляясь в Майами, чтобы встретиться со своими мужьями, Люси и Этель едут со странной попутчицей, которую они подозревают в убийстве топором. Приглашённые звёзды: Эльза Ланчестер в роли миссис Гранди, Строзер Мартин в роли продавца в магазине. |            |                                                                                      |                |                                                          |                     |                 |
| 160 | 7          | «Рыбалка» «Deep-Sea Fishing»                                                         | Джеймс В. Керн | Мэдлин Дэвис, Боб Кэрролл мл., Боб Шиллер и Боб Вейскопф | 27 сентября 1956    | 19 ноября 1956  |
| Собираясь на рыбалку мужчины и девушки спорят, что поймают самую крупную рыбу. Чтобы выиграть спор они покупают большого тунца, чтобы выдать его за свой улов... единственная проблема - это как спрятать рыбу от своих супругов. |            |                                                                                      |                |                                                          |                     |                 |
| 161 | 8          | «Необитаемый остров» «Desert Island»                                                 | Джеймс В. Керн | Мэдлин Дэвис, Боб Кэрролл мл., Боб Шиллер и Боб Вейскопф | 4 октября 1956      | 26 ноября 1956  |
| Люси и Этель планируют помешать Рикки и Фреду судить конкурс красоты, для этого они плывут на яхте, с половиной бака бензина, и оказываются на необитаемом острове. Приглашённые звёзды: Клод Экинс появляется в роли самого себя. |            |                                                                                      |                |                                                          |                     |                 |
| 162 | 9          | «Рикардо едут на Кубу» «The Ricardos Visit Cuba»                                     | Джеймс В. Керн | Мэдлин Дэвис, Боб Кэрролл мл., Боб Шиллер и Боб Вейскопф | 18 октября 1956     | 3 декабря 1956  |
| Люси хочет произвести хорошее впечатление на семью Рикки, когда они приезжают в Гавану. Но она, кажется, не может ни сказать, ни сделать что-либо правильно. |            |                                                                                      |                |                                                          |                     |                 |
| 163 | 10         | «Спектакль в школе маленького Рикки» «'Little Ricky's School Pageant'»               | Джеймс В. Керн | Мэдлин Дэвис, Боб Кэрролл мл., Боб Шиллер и Боб Вейскопф | 25 октября 1956     | 17 декабря 1956 |
| Рикардо и Мерцы получают роли в школьном спектакле маленького Рикки «Волшебный лес», где тот играет главную роль. |            |                                                                                      |                |                                                          |                     |                 |
| 164 | 11         | «Я люблю Люси, рождественское шоу» «I Love Lucy Christmas Show»                      | Джеймс В. Керн | Мэдлин Дэвис, Боб Кэрролл мл., Боб Шиллер и Боб Вейскопф | 22 ноября 1956      | 24 декабря 1956 |
| Люси, Рикки, Фред и Этель погружаются в воспоминания (используются эпизоды из второго сезона сериала), когда они пытаются нарядить ёлку в канун Рождества. Воспоминания включают в себя момент, когда Люси рассказывает Рикки о своей беременности (эпизод «Люси в интересном положении»), как Люси, Рикки, Фред и Этель поют квартетом в номере про парикмахеров (эпизод «Лебединая песня Люси в шоу-бизнесе»), а также как Рикки, Фред и Этель лихорадочно готовятся к рождению маленького Рикки (эпизод «Люси едет в больницу»). Примечание: Поскольку этот эпизод был „особым“, он не был включён в пакет синдикаций.                                                           |            |                                                                                      |                |                                                          |                     |                 |
| 165 | 12         | «Люси и кубок победителя» «Lucy and the Loving Cup»                                  | Джеймс В. Керн | Мэдлин Дэвис, Боб Кэрролл мл., Боб Шиллер и Боб Вейскопф | 1 ноября 1956       | 7 января 1957   |
| Люси в шутку надевает на голову кубок победителей, который Рикки должен подарить жокею Джонни Лонгдену, но никак не может снять его с головы. Приглашённые звёзды: Джонни Лонгден появляется в роли самого себя. |            |                                                                                      |                |                                                          |                     |                 |
| 166 | 13         | «Люси и Супермен» «Lucy and Superman»                                                | Джеймс В. Керн | Мэдлин Дэвис, Боб Кэрролл мл., Боб Шиллер и Боб Вейскопф | 15 ноября 1956      | 14 января 1957  |
| Люси обещает пригласить Супермена на вечеринку по случаю пятого дня рождения маленького Рикки, но она должна поменять свои планы, когда выясняется, что он не сможет там появиться. Она в спешке пытается выдать себя за Супермена, но оказывается запертой на крыше с голубями. Приглашённые звёзды: Джордж Ривз появляется в роли Супермена. Примечание: Изначально Джордж Ривз должен был появиться в этом эпизоде в качестве „голоса за кадром“, но потом его сцены вырезали из синдицированной версии. В конце титров поместили отказ от ответственности: «Персонаж Супермена, его подвиги и рассказы защищены авторскими правами «National Comics Publications, Inc., 1956»». |            |                                                                                      |                |                                                          |                     |                 |
| 167 | 14         | «Маленький Рикки заводит щенка» «Little Ricky Gets a Dog»                            | Джеймс В. Керн | Мэдлин Дэвис, Боб Кэрролл мл., Боб Шиллер и Боб Вейскопф | 8 ноября 1956       | 21 января 1957  |
| Маленький Рикки приносит в дом новое животное - щенка. Но жильцы жалуются от постоянного шума, который создаёт новый питомец. Приглашённые звёзды: Джун Форей озвучивает собаку. |            |                                                                                      |                |                                                          |                     |                 |
| 168 | 15         | «Люси хочет жить за городом» «Lucy Wants to Move to the Country»                     | Уильям Эшер    | Мэдлин Дэвис, Боб Кэрролл мл., Боб Шиллер и Боб Вейскопф | 6 декабря 1956 года | 28 января 1957  |
| Пресытившись городской жизнью Люси, тоскует по загородной жизни. И Рикки вносит залог в размере 500 долларов, за дом в пригороде Уэспорта, штат Коннектикут. Дом построен в старом колониальном стиле и расположен на 2 акрах земли, с гостевым домиком и сараем. |            |                                                                                      |                |                                                          |                     |                 |
| 169 | 16         | «Люси не хочется уезжать» «Lucy Hates to Leave»                                      | Уильям Эшер    | Мэдлин Дэвис, Боб Кэрролл мл., Боб Шиллер и Боб Вейскопф | 13 декабря 1956     | 4 февраля 1957  |
| Бумаги на новый дом семьи Рикардо ещё не подписан, а новые жильцы их квартиры уже хотят заселиться в своё новое жилье. И чтобы не терять клиентов, Мерцы предлагают Люси и Рикки временно разместиться у них в их квартире. |            |                                                                                      |                |                                                          |                     |                 |
| 170 | 17         | «Люси скучает по Мерцам» «Lucy Misses the Mertzes»                                   | Уильям Эшер    | Мэдлин Дэвис, Боб Кэрролл мл., Боб Шиллер и Боб Вейскопф | 20 декабря 1956     | 11 февраля 1957 |
| Люси и Рикки так скучают по Мерцам, что решают поехать в Нью-Йорк, чтобы сделать им сюрприз. Но Фреду и Этель пришла в голову та же идея, и они едут в Коннектикут. Маленький Рикки проводит ночь в семье Мансонов, которые будут для него друзьями, до самого последнего эпизода «Час комедии Люси-Деси». |            |                                                                                      |                |                                                          |                     |                 |
| 171 | 18         | «Люси заводит дружбу с соседями» «Lucy Gets Chummy With the Neighbors»               | Уильям Эшер    | Мэдлин Дэвис, Боб Кэрролл мл., Боб Шиллер и Боб Вейскопф | 10 января 1957      | 18 февраля 1957 |
| Поддавшись уговорам новой соседки Бетти Рэмси, Люси покупает всю новую мебель в дом, но Рикки требует вернуть её обратно. Приглашённые звёзды: Фрэнк Нельсон и Мэри Джейн Крофт появляются в роли мистера и миссис Рэмси. |            |                                                                                      |                |                                                          |                     |                 |
| 172 | 19         | «Люси разводит цыплят» «Lucy Raises Chickens»                                        | Уильям Эшер    | Мэдлин Дэвис, Боб Кэрролл мл., Боб Шиллер и Боб Вейскопф | 17 января 1957      | 4 марта 1957    |
| Люси и Рикки решают разводить цыплят, чтобы свести концы с концами. Вскоре дом наполняется стаей маленьких цыплят, в тот же день, когда должен прийти фотограф из модного журнала. |            |                                                                                      |                |                                                          |                     |                 |
| 173 | 20         | «Люси танцует танго» «Lucy Does the Tango»                                           | Уильям Эшер    | Мэдлин Дэвис, Боб Кэрролл мл., Боб Шиллер и Боб Вейскопф | 7 февраля 1957      | 11 марта 1957   |
| Люси решает „повысить“ яйценоскость кур, купив несколько десятков яиц, чтобы выдать их за домашние. Её план спрятать их под одеждой проваливается, когда Рикки решат отрепетировать танго для школьного праздника. Примечание: Во время съёмок этой серии был зарегистрирован самый продолжительный смех в аудитории, за всю историю ситкомов. |            |                                                                                      |                |                                                          |                     |                 |
| 174 | 21         | «Нелепый оркестр» «Ragtime Band»                                                     | Уильям Эшер    | Мэдлин Дэвис, Боб Кэрролл мл., Боб Шиллер и Боб Вейскопф | 14 февраля 1957     | 18 марта 1957   |
| Люси обещает, что Рикки вместе с оркестром выступит на собрании Сообщества Историков Уэстпорта, но он отказывается. Поэтому она и Мерцы собирают свой оркестр совместно с маленьким Рикки. |            |                                                                                      |                |                                                          |                     |                 |
| 175 | 22         | «Вечер в городе» «'Lucy's Night in Town'»                                            | Уильям Эшер    | Мэдлин Дэвис, Боб Кэрролл мл., Боб Шиллер и Боб Вейскопф | 21 февраля 1957     | 25 марта 1957   |
| Ужиная в Манхэттене, перед популярным бродвейским шоу «Самый счастливый парень» Люси обнаруживает, что купленные ею билеты были на утренний сеанс, а не на вечерний. Приглашённые звёзды: Джозеф Кернс появляется в роли работника театра. |            |                                                                                      |                |                                                          |                     |                 |
| 176 | 23         | «Новоселье» «Housewarming»                                                           | Уильям Эшер    | Мэдлин Дэвис, Боб Кэрролл мл., Боб Шиллер и Боб Вейскопф | 28 февраля 1957     | 1 апреля 1957   |
| Этель завидует дружбе Люси и Бетти Рэмси. Но когда Бетти, за ланчем, рассказала, что она из родного городка Этель, Альбукерке, они быстро сдружились, и теперь уже Люси чувствует себя лишней. |            |                                                                                      |                |                                                          |                     |                 |
| 177 | 24         | «Сооружение барбекю» «Building a B-B-Q»                                              | Уильям Эшер    | Мэдлин Дэвис, Боб Кэрролл мл., Боб Шиллер и Боб Вейскопф | 14 марта 1957       | 8 апреля 1957   |
| Люси и Этель приходят к выводу, что единственный способ заставить Рикки построить барбекю из кирпича, на заднем дворе дома, это начать строить его самим. Всё идет не по плану, когда Люси не может найти свое обручальное кольцо и решает разобрать всё кирпичное строение. |            |                                                                                      |                |                                                          |                     |                 |
| 178 | 25         | «Танцы» «Country Club Dance»                                                         | Уильям Эшер    | Мэдлин Дэвис, Боб Кэрролл мл., Боб Шиллер и Боб Вейскопф | 21 марта 1957       | 22 апреля 1957  |
| На клубный танцах Рикки, Фред и Ральф Рэмси уделают больше внимания знойной молодой блондинке, к большому огорчению их жён. Приглашённые звёзды: Барбара Иден появляется в роли блондинки, это одна из первых ролей, тогда ещё не известной актрисы. |            |                                                                                      |                |                                                          |                     |                 |
| 179 | 26         | «Люси выращивает тюльпаны» «Lucy Raises Tulips»                                      | Уильям Эшер    | Мэдлин Дэвис, Боб Кэрролл мл., Боб Шиллер и Боб Вейскопф | 28 марта 1957       | 29 апреля 1957  |
| Люси полна решимости одержать победу над Бетти Рэмси в конкурсе «Самый красивый сад» в Уэстпорте. И она случайно проезжает на газонокосилке через сад тюльпанов Бетти. |            |                                                                                      |                |                                                          |                     |                 |
| 180 | 27         | «Рикардо открывает памятник» «The Ricardos Dedicate a Statue»                        | Уильям Эшер    | Мэдлин Дэвис, Боб Кэрролл мл., Боб Шиллер и Боб Вейскопф | 4 апреля 1957       | 6 мая 1957      |
| Рикки выбрали почётным гостем, чтобы он открыл новую статую ветерана гражданской войны на городской площади Уэстпорта. А Люси случайно уничтожает уникальную скульптуру. Примечание: Деси Арнас мл. появляется в финальной сцене в толпе, это его единственное появление в сериале. |            |                                                                                      |                |                                                          |                     |                 |

## Час комедии Люси-Деси
После шестого сезона сериал был переименован в «Шоу Люсиль Болл-Деси Арнаса», из-за его оригинальной трансляции. После этого в эфир больше не выходили еженедельные получасовые эпизоды, а показывали часовые выпуски время от времени в течение года. Всего было 13 часовых эпизодов. Первые пять транслировались как специальные программы в теле-эфире в 1957—1958 гг. Остальные восемь эпизодов транслировались в рамках «Westinghouse Desilu Playhouse» с 6 октября 1958 по 1 апреля 1960 годы. Сериал потом показывали под названием «Час комедии Люси-Деси» и «Мы любим Люси». В этом шоу был тот же актёрский состав, что и в сериале «Я люблю Люси», множество других актёров, а также приглашённые знаменитости в каждом эпизоде. Из оригинального состава «Я люблю Люси», помимо главных актёров, была только мать Люси, она появилась во 2 серии, 2-го сезона «Рикардо едут в Японию», в качестве няни маленького Рикки.

### Сезон 1 (1957—1958)
| № общий | № в сезоне | Название                                                              | Режиссёр    | Автор сценария | Дата съёмок                       | Дата премьеры  |
| --- | ---------- | --------------------------------------------------------------------- | ----------- | -------------- | --------------------------------- | -------------- |
| 1 | 1          | «Люси отправляется в круиз до Гаваны» «Lucy Takes a Cruise to Havana» | Джерри Торп | Неизвестно     | 28 июня 1957                      | 6 ноября 1957  |
| Как познакомились Люси и Рикки? Ну, это то, что голливудский обозреватель Хедда Хоппер хочет знать. В воспоминаниях 1940 года мы видим Люси МакГилликади и её лучшую подругу Сьюзи МакНамару, путешествующими по Гаване, где они встречаются с двумя гидами, Рикки Рикардо и его приятелем Карлосом Гарсией. Вскоре будут множество незабываемых вечеров в Гаване с молодожёнами Фредом и Этель Мерц, и популярным эстрадным певцом Руди Валли. Приглашённые звёзды: Энн Сотерн в роли Сьюзи МакНамары (её персонаж так же является главной героиней сериала «Персональный секретарь» на «SBC»), Сизар Ромеро в роли Карлоса Гарсии, Хедда Хоппер и Руди Валле играют самих себя. Примечание: Изначально эпизод был показан как 75-минутный ролик. Для будущих повторов его отредактировали и сократили в часовой выпуск. Удалив сцены с комментариями Хедды Хоппер, заменив кратким рассказом Дези в начале и конце серии. |            |                                                                       |             |                |                                   |                |
| 2 | 2          | «Звезда по соседству» «The Celebrity Next Door»                       | Джерри Торп | Неизвестно     | 27 сентября 1957                  | 3 декабря 1957 |
| Кто новый жилец переезжающий в дом рядом с Рикардо? Не кто иной, как звезда сцены и экрана Таллула Бэнкхед! Как только Люси узнает, что среди них живёт знаменитость, она пытается подружиться с ней, приглашая её на элегантный ужин - с Фредом и Этель Мерц, изображающих помощников по хозяйству. Вскоре Люси вовлекает Бенкхед и всю компанию в местный праздник Ассоциаций. Приглашённые звёзды: Таллула Бэнкхед появляется в роли самой себя. Примечание: Изначально роль звёздной соседки должна была исполнить Бетт Дейвис, но она пострадала из-за несчастного случая во время верховой езды. Бэнкхед была вторым претендентом на эту роль. |            |                                                                       |             |                |                                   |                |
| 3 | 3          | «Люси ищет уран» «Lucy Hunts Uranium»                                 | Джерри Торп | Неизвестно     | 15 ноября 1957 (Студийные версии) | 3 января 1958  |
| Рикки и его оркестр были забронированы для выступления в казино «Sands» в Лас-Вегасе, и Люси надеется, что эта поездка даст ей возможность отправится на поиски урана. Фред и Этель в восторге от этой идеи, но Рикки против, пока газетная утка не поставила на уши весь город из-за того, что в пригороде обнаружен уран. Вскоре Рикардо, Мерцы и актёр Фред МакМюррей вместе отправляются на поиски урана. Однако всё идет не по плану и превращается в гонку, в ходе которой каждый хочет опередить товарищей и прибыть первыми в офис. Приглашённые звёзды: Фред МакМюррей появляется в роли самого себя, в эпизоде так же появляется его жена Джун Хэвер. |            |                                                                       |             |                |                                   |                |
| 4 | 4          | «Люси выигрывает скаковую лошадь» «Lucy Wins a Race Horse»            | Джерри Торп | Неизвестно     | Декабрь 1957                      | 3 февраля 1958 |
| Люси выигрывает скаковую лошадь для маленького Рикки. И чтобы заработать деньги на её содержание, она с помощью Бетти Грейбл записывает лошадь на участие в скачках на Рузвельтском ипподроме. Приглашённые звёзды: Бетти Грейбл играет саму себя, в эпизоде так же появляется её муж музыкант Гарри Джеймс. |            |                                                                       |             |                |                                   |                |
| 5 | 5          | «Люси едет в Сан-Валли» «Lucy Goes to Sun Valley»                     | Джерри Торп | Неизвестно     | Февраль 1958                      | 14 апреля 1958 |
| Люси и Этель отправляются в Сан-Валли без Рикки и Фреда. Находясь там девушки знакомятся с Фернандо Ламасом, и у Люси созревает план, как заставить Рикки ревновать. Приглашённые звёзды: Фернандо Ламас появляется в роли самого себя. |            |                                                                       |             |                |                                   |                |

### Сезон 2 (1958—1959)
| № общий | № в сезоне | Название                                              | Режиссёр    | Автор сценария | Дата съёмок                               | Дата премьеры  |
| --- | ---------- | ----------------------------------------------------- | ----------- | -------------- | ----------------------------------------- | -------------- |
| 6 | 1          | «Люси в Мексике» «Lucy Goes to Mexico»                | Джерри Торп | Неизвестно     | 16 Июня 1958 (Завершено)                  | 6 октября 1958 |
| Люси и Мерцы отправляются вместе с Рикки в Мексику, где он должен появиться в шоу с Морисом Шевалье. Тем временем Люси случайно оказывается на корриде. Приглашённые звёзды: Морис Шевалье появляется в роли самого себя. |            |                                                       |             |                |                                           |                |
| 7 | 2          | «Дэнни гостит у Люси» «Lucy Makes Room for Danny»     | Джерри Торп | Неизвестно     | 19 сентября 1958                          | 1 декабря 1958 |
| Семья Уильямс из «Шоу Дэнни Томаса» арендуют дом у Люси, на период отъезда Люси и Рикки в Голливуд. Когда поездка отменяется, Люси и Рикки вынуждены временно пожить у Мерцев. Затеянная игра в снежки между семьями приводит к конфликту, который семьи пытаются разрешить в гражданском суде. Приглашенные звёзды: Дэнни Томас, Марджори Лорд, Расти Хамер и Анджела Картрайт в роли членов семьи Уильямс. А также Гэйл Гордон в роли судьи в гражданском суде. |            |                                                       |             |                |                                           |                |
| 8 | 3          | «Люси на Аляске» «Lucy Goes to Alaska»                | Джерри Торп | Неизвестно     | 19 Декабря 1958 (Завершено)               | 9 февраля 1959 |
| Рикардо и Мерцы отправляются на Аляску, прикупив там участок земли, но прибывают на день раньше. Расположившись в номере Реда Скелтона, Люси неоднократно выпадает из гамака в переполненной спальне. А во время полёта на маленьком самолёте вместе с Редом, она начинает паниковать, когда ей приходится посадить самолёт самостоятельно. Приглашённые звёзды: Ред Скелтон появляется в роли самого себя.                                                       |            |                                                       |             |                |                                           |                |
| 9 | 4          | «Люси строит карьеру» «Lucy Wants a Career»           | Джерри Торп | Неизвестно     | 6 Марта 1959 (Защищён авторскими правами) | 13 апреля 1959 |
| Люси больше не хочет быть домохозяйкой и появляется на новом утреннем шоу Пола Дугласа «Ранние пташки» в качестве его помощницы. Приглашённые звёзды: Пол Дуглас появляется в роли самого себя. Примечание: Этот эпизод отражает жизнь семьи Арнас в 1940-х годах, когда Люси виделась с Деси только на вокзале, когда уходила на работу в киностудию, а Деси возвращался домой после работы в ночном клубе.                                                      |            |                                                       |             |                |                                           |                |
| 10 | 5          | «Люси на летних каникулах» «'Lucy's Summer Vacation'» | Джерри Торп | Неизвестно     | 5 Мая 1959 (Защищён авторскими правами)   | 8 июня 1959    |
| Люси и Рикки планируют отправиться в отпуск, когда их приятель Гарри Бейли, приглашает их погостить в его домике в горах. Но рассеянность Гарри приводит к тому, что им приходится делить домик с другой парой гостей. Приглашённые звезды: Говард Дафф и Айда Лупино появляются в роли самих себя. |            |                                                       |             |                |                                           |                |

### Сезон 3 (1959—1960)
| № общий | № в сезоне | Название                                                                  | Режиссёр   | Автор сценария | Дата съёмок              | Дата премьеры    |
| --- | ---------- | ------------------------------------------------------------------------- | ---------- | -------------- | ------------------------ | ---------------- |
| 11 | 1          | «Милтон Берл прячется у Рикардо» «Milton Berle Hides Out at the Ricardos» | Деси Арнас | Неизвестно     | Июнь 1959                | 25 сентября 1959 |
| Из-за постоянных посетителей Милтон Берл не может спокойно работать над книгой. И чтобы он успел закончить работу в срок, Люси приглашает его к себе в дом. Но не так просто сохранить это в секрете от членов семьи, а также заставить Берла работать над книгой не отвлекаясь. Приглашённые звёзды: Милтон Берл появляется в роли самого себя. |            |                                                                           |            |                |                          |                  |
| 12 | 2          | «Рикардо едут в Японию» «The Ricardos Go to Japan»                        | Деси Арнас | Неизвестно     | Сентябрь 1959            | 27 ноября 1959   |
| Находясь в Токио, Япония, Люси приобрела настоящий жемчуг, о котором давно мечтала. Когда её заставляют его вернуть, она обнаруживает, что перепутала его с подделкой. И чтобы подменить поддельное украшение на настоящее, Люси переодевается гейшей. Приглашённые гости: Роберт Каммингс появляется в роли самого себя. |            |                                                                           |            |                |                          |                  |
| 13 | 3          | «Люси и усатый» «Lucy Meets the Mustache»                                 | Деси Арнас | Неизвестно     | 2 Марта 1960 (Завершено) | 1 апреля 1960    |
| Рикки в депрессии из-за того, что в последнее время он не получал предложений выступить на телевидении, и Люси, Фред и Этель стараются подбодрить его. Люси приглашает Эрни Ковача в гости и просит Рикки спеть для них. В результате Эрни всё-таки приглашает выступить Рикки на своем шоу, но маленькому Рикки. И чтобы убедить Эрни дать возможность выступить и старшему Рикки, Люси переодевается в его водителя. Приглашённые звёзды: Эрни Ковач и Эди Адамс появляются в роли самих себя. Примечание: Это был последний эпизод шоу по причине развода Болл и Арнаса, который состоялся через 2 месяца после выхода в эфир этого эпизода. Многие люди, которые работали над сериалом, говорили, что у них было предчувствие, что это будет последний эпизод, из-за постоянных разногласий между парой, хотя в планах было выпустить ещё несколько эпизодов. |            |                                                                           |            |                |                          |                  |